# Festival di Sanremo
Il Festival della canzone italiana, più comunemente Festival di Sanremo (per sineddoche chiamato semplicemente Sanremo), è un festival musicale che dal 1951 si tiene annualmente a Sanremo, in Italia. Vi hanno preso parte come concorrenti, ospiti o compositori, molti dei personaggi più noti della musica leggera italiana ed è considerato uno dei più importanti e longevi festival musicali al mondo.
Rappresenta uno dei principali eventi mediatici italiani, con un certo riscontro anche all'estero, in quanto viene trasmesso in diretta sia televisiva, sulla Rai e in Eurovisione, sia radiofonica. Al vincitore del Festival viene consegnata la statuetta del "Leone di Sanremo", simbolo dello stemma comunale, che è il riconoscimento più prestigioso per i musicisti e gli interpreti italiani di musica leggera. La proprietà intellettuale della kermesse appartiene al Comune di Sanremo, che ne affida a terzi l'organizzazione.
Il formato del festival si basa da sempre su una gara tra brani obbligatoriamente inediti e scritti da autori italiani, selezionati nei mesi immediatamente precedenti da commissioni apposite o dagli organizzatori del festival stesso.
I brani devono essere composti con testi in lingua italiana oppure in una delle altre lingue locali d'Italia. Essi, dopo essersi esibiti, vengono votati da giurie scelte (demoscopiche, di addetti ai lavori, di consumatori) e/o mediante il voto popolare sotto forma di televoto (in passato anche tramite concorsi di vario genere, come il Totip dal 1984 al 1989), le quali proclamano e premiano i tre brani più votati, o in alcuni casi i soli vincitori assoluti, tra quelli in gara nella sezione principale, denominata a seconda delle edizioni "Big", "Campioni" o "Artisti", e in quella degli artisti emergenti, definita generalmente "Nuove proposte" o "Giovani". Vengono assegnati anche altri riconoscimenti speciali, tra cui il Premio della critica, creato ad hoc dalla stampa specializzata nel 1982 per premiare la qualità del brano di Mia Martini E non finisce mica il cielo, intitolato alla stessa cantante a partire dall'edizione del 1996, l'anno successivo alla sua scomparsa (12 maggio 1995). Altri premi speciali che negli ultimi anni hanno ottenuto rilevanza sono il Premio Sergio Bardotti per il testo, il Premio Sala Stampa Radio e Tv, il Premio al miglior arrangiamento conferito dall'Orchestra del Festival e il Premio Lunezia per il valore musical-letterario, assegnato in collaborazione con Rai Radio Uno e TV Sorrisi e Canzoni. 
Non sempre la musica e il canto sono stati eseguiti dal vivo: oltre a sporadiche esecuzioni con basi musicali preregistrate nel corso degli anni, durante le edizioni degli anni '80 l'orchestra fu sempre assente e gli artisti si esibirono su basi musicali preregistrate, arrivando a cantare completamente in playback a partire dalla serata finale di Sanremo 1983 (a causa di problemi tecnici nelle prime due serate) e continuando così per altre tre edizioni, ritornando al solo canto dal vivo dall'edizione del 1986 e all'orchestra dal 1990. Il playback fu alle volte utilizzato anche per ottenere degli effetti particolari (come la simulazione di particolari effetti eco o di riverbero, oppure per la simulazione della voce della coscienza interiore, come nell'esibizione di Eros Ramazzotti nell'edizione del 1985 mentre presentava la canzone Una storia importante).
In origine la sede della kermesse era il salone delle feste del Casinò di Sanremo e il periodo di svolgimento era variabile tra gennaio e marzo, mentre dal 1977 si svolge presso il teatro Ariston della città ligure (a parte l'edizione del 1990, svoltasi al nuovo mercato dei fiori nella frazione di Bussana), in un periodo che, dal 1983, oscilla tra i primi giorni di febbraio e la prima decade di marzo. 
Dal 1956 (con alcune interruzioni ed eccezioni) il vincitore della competizione ottiene il diritto di rappresentare l'Italia all'Eurovision Song Contest; tuttavia, ciò non rappresenta un obbligo per il cantante, che può rimettere alla Rai la decisione sul rappresentante italiano.

## Storia

### Antefatti (1932-1950)

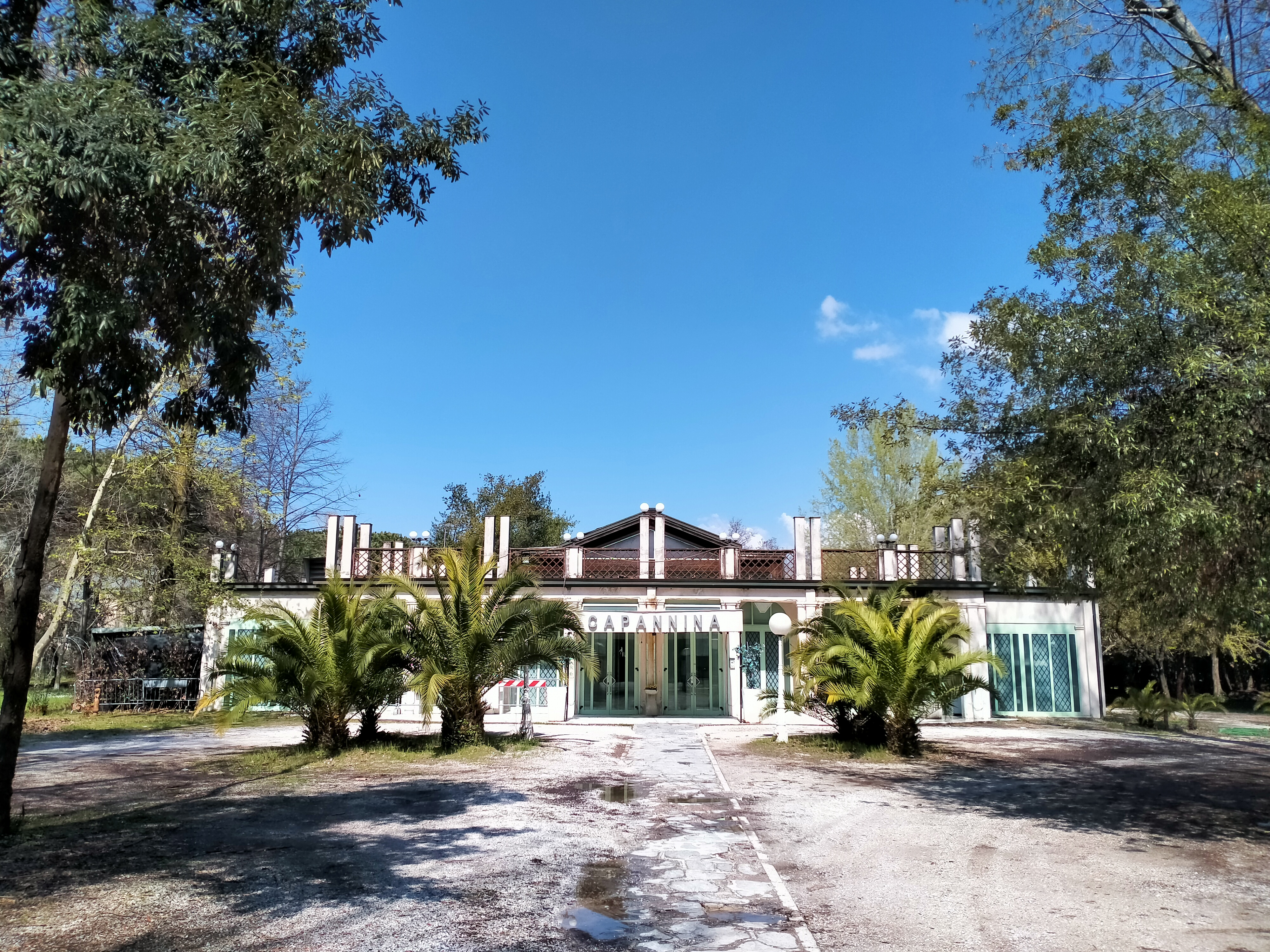
La storica "Capannina del Marco Polo", nella Pineta di Ponente di Viareggio

Nel 1932, in un momento di crescita turistica di Sanremo, il concessionario del locale Casinò municipale, il napoletano Luigi De Santis, organizzò una kermesse natalizia della canzone napoletana, che si svolse proprio nel salone delle feste del Casinò dal 24 dicembre 1931 al 1º gennaio 1932 con il titolo di Festival partenopeo di canti, tradizioni e costumi, ripreso dalle cineprese del regime fascista.
Nell'estate del 1936 venne organizzato nel parco del Kursaal di Rimini il Festival della Canzone Italiana, competizione canora di brani in italiano e inediti, promosso dall'Azienda autonoma di Soggiorno, con il patrocinio del Ministero per la stampa e la propaganda, e del quale l'Ente Italiano Audizioni Radiofoniche trasmise in diretta le canzoni finaliste. L'evento, organizzato da Valfredo Montanari e dal direttore della banda "Città di Rimini", Antonio Di Jorio, riscosse grande successo di pubblico, ma venne invece stroncato dalla critica, in particolare da Michele Campagna. L'anno seguente il concorso venne nuovamente organizzato, con le stesse diverse accoglienze: positiva da parte del pubblico e negativa dalla critica.
Nel 1938 l'evento riminese cambiò invece nome in Le due serate della canzone italiana e assunse un nuovo format: non più brani inediti e non più competizione, ma questa volta non ottenne un riscontro positivo da parte del pubblico, che perse interesse. Nel 1939, Le due serate della canzone italiana vennero nuovamente proposte, questa volta per iniziativa di privati al Cinema Parco, ottenendo un riscontro ancora minore, e di conseguenza non venendo più ripetute.
Immediatamente dopo la guerra, nel 1945, l'ex partigiano e floricoltore Amilcare Rambaldi fu incaricato dal Comitato di Liberazione Nazionale di ideare degli eventi per rilanciare l'economia di Sanremo. Memore del Festival partenopeo di canti, tradizioni e costumi al quale aveva assistito nel 1932 al Casinò di Sanremo, tra le varie ipotesi, propose di indire un concorso di canzoni italiane nel salone delle feste del Casinò, ma la proposta fu bocciata.
Nell'estate del 1947, a Viareggio, Aldo Valleroni propose di realizzare un concorso canoro per presentare i nuovi brani musicali e al tempo stesso allietare la stagione balneare viareggina. Preparò il bando di gara e prese contatti con le case discografiche; il primo cantante che aderì fu Tino Vailati. Tuttavia, l'Azienda Autonoma di Soggiorno di Viareggio bocciò l'iniziativa e, rifiutandosi di contribuire economicamente, non ne permise la realizzazione. Tuttavia, l'idea piacque molto ad Alberto Sargentini, presidente del "Comitato Festeggiamenti" del comune, ente che organizzava anche il celebre Carnevale di Viareggio, che si impegnò a realizzarla l'anno seguente.
L'11 agosto 1947 fu invece Rimini a organizzare al Teatro Novelli il Festival della Canzone Italiana, promosso dall'Azienda Autonoma di Soggiorno. L'evento fu pubblicizzato sulla stampa nazionale, e si iscrissero alla gara 129 composizioni provenienti da tutta Italia, delle quali ne furono selezionate 17. Fra i cantanti che parteciparono si annoverano Silvana Pampanini, Corrado Lojacono, Vittorio Caprioli e Vittorio Corcelli. La commissione esaminatrice, indecisa su quale brano premiare, decise di non assegnare premio di 50.000 lire, ma di rimetterlo in palio per l'edizione del 1948, che tuttavia non avrebbe mai avuto luogo.
Così, il 25 agosto 1948 fu la volta di Viareggio. Alla Capannina del Marco Polo di Sergio Bernardini, nella Pineta di Ponente, su iniziativa di Alberto Sargentini e di Aldo Valleroni, andò in scena il Festival della Canzone Italiana.
L'edizione viareggina del 1948 fu trasmessa in diretta radiofonica e fu presentata da Amerigo Gomez della RAI di Firenze. Vide l'accompagnamento dell'orchestra diretta dal maestro Francesco Ferrari e la partecipazione di dieci cantanti, tra i quali Narciso Parigi, Brenda Gjoi e Silvano Lalli. All'organizzazione presero parte anche il direttore della RAI di Firenze Aldo Angelini, l'editore musicale romano Silvio Da Rovere, che contribuì alla stesura del regolamento, Ruggero Righini e Giancarlo Fusco. Le spese furono coperte dal Comitato Festeggiamenti per 100.00 lire e da Sergio Bernardini per 50.000 lire, mentre gli accumulatori elettrici furono messi a disposizione dalle truppe USA di stanza a Camp Darby presso Tirrenia e le sedie per il pubblico dalle parrocchie cittadine. La competizione fu vinta da Serenata al primo amore di Pino Moschini.
La manifestazione fu replicata anche il 25 agosto dell'anno successivo, con maggiori investimenti, sempre ripartiti tra il Comitato Festeggiamenti e Sergio Bernardini, e più canzoni in gara, riscontrando ancora una volta un notevole successo. L'edizione del 1949 vide la vittoria de Il topo di campagna di Narciso Parigi, samba scritto da Aldo Valleroni, inciso poi per la Cetra da Francesco Ferrari e dal Quartetto Stars.
Nel 1950, condizioni meteorologiche avverse penalizzarono il Carnevale di Viareggio, e di conseguenza il comune tagliò alcune spese, tra le quali quelle per il Festival della Canzone Italiana. Dal momento che Sergio Bernardini non poteva coprire da solo tutte le spese, si tentò nuovamente di avere un contributo dall'azienda autonoma di soggiorno, ma l'allora direttore, il marchese Bottini, non credendo nel potenziale della manifestazione, nonostante il successo riscosso, rispose in modo sarcastico e sprezzante, rifiutando la richiesta. A causa di mancanza di fondi, il festival non ebbe quindi luogo.
Il successo delle edizioni viareggine del 1948 e 1949 e il loro successivo abbandono da parte della cittadina versiliese avrebbe portato alla nascita dell'attuale Festival di Sanremo.
Infatti, il gestore del casinò di Sanremo, Pier Busseti, essendosi trovato a Viareggio nell'estate del 1949, aveva intuito il potenziale del festival e si era convinto a riproporlo a Sanremo.
Sulla falsariga dell'esperienza delle edizioni viareggine del Festival della Canzone Italiana, Aldo Valleroni fondò dieci anni dopo il Burlamacco d'oro, o Festival di Viareggio, che ebbe luogo nella cittadina versiliese dal 1958 al 1965.

### Nascita e primi anni (1951-1959)

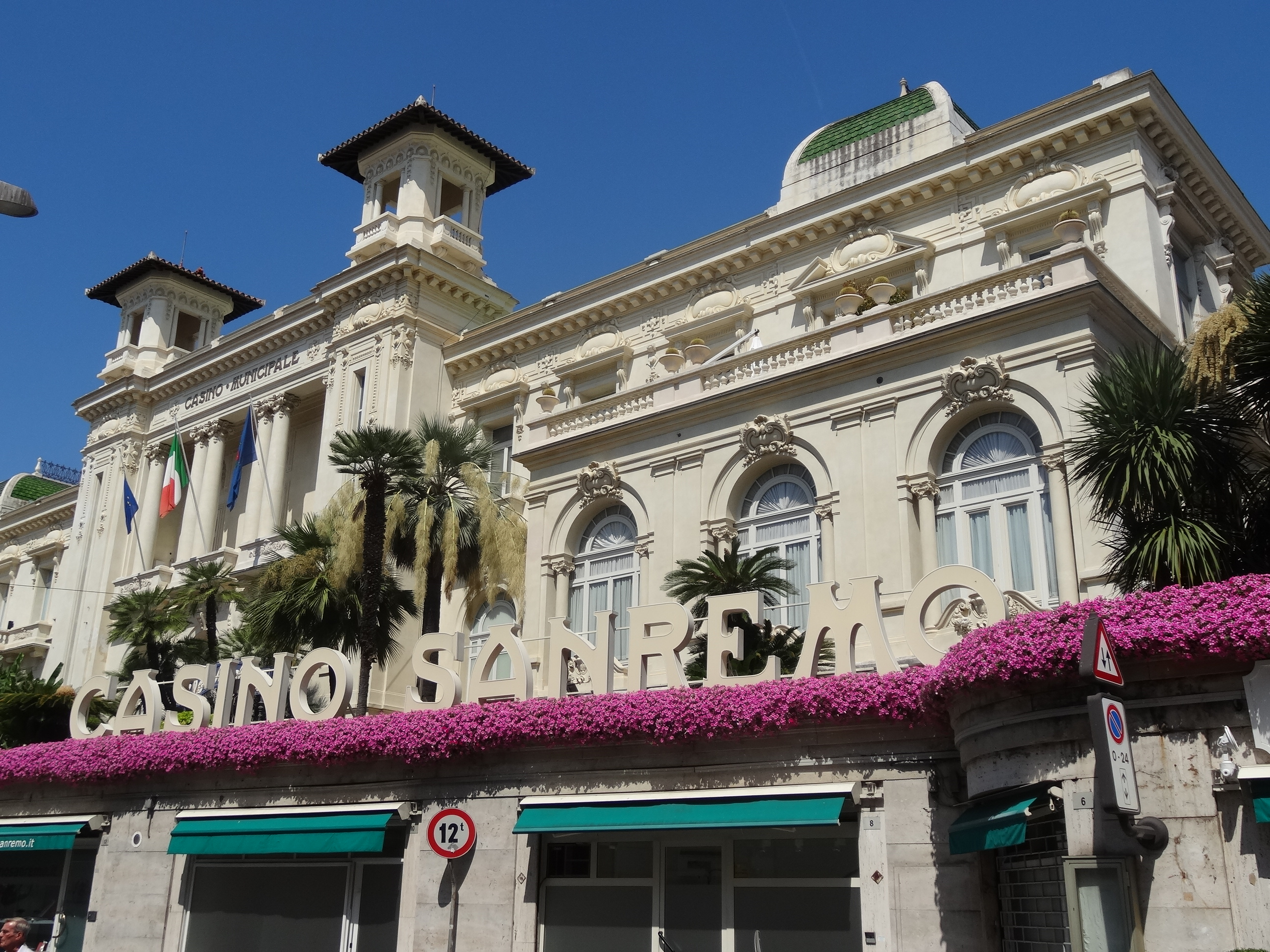
Il Casinò di Sanremo, sede del Festival dal 1951 al 1976.

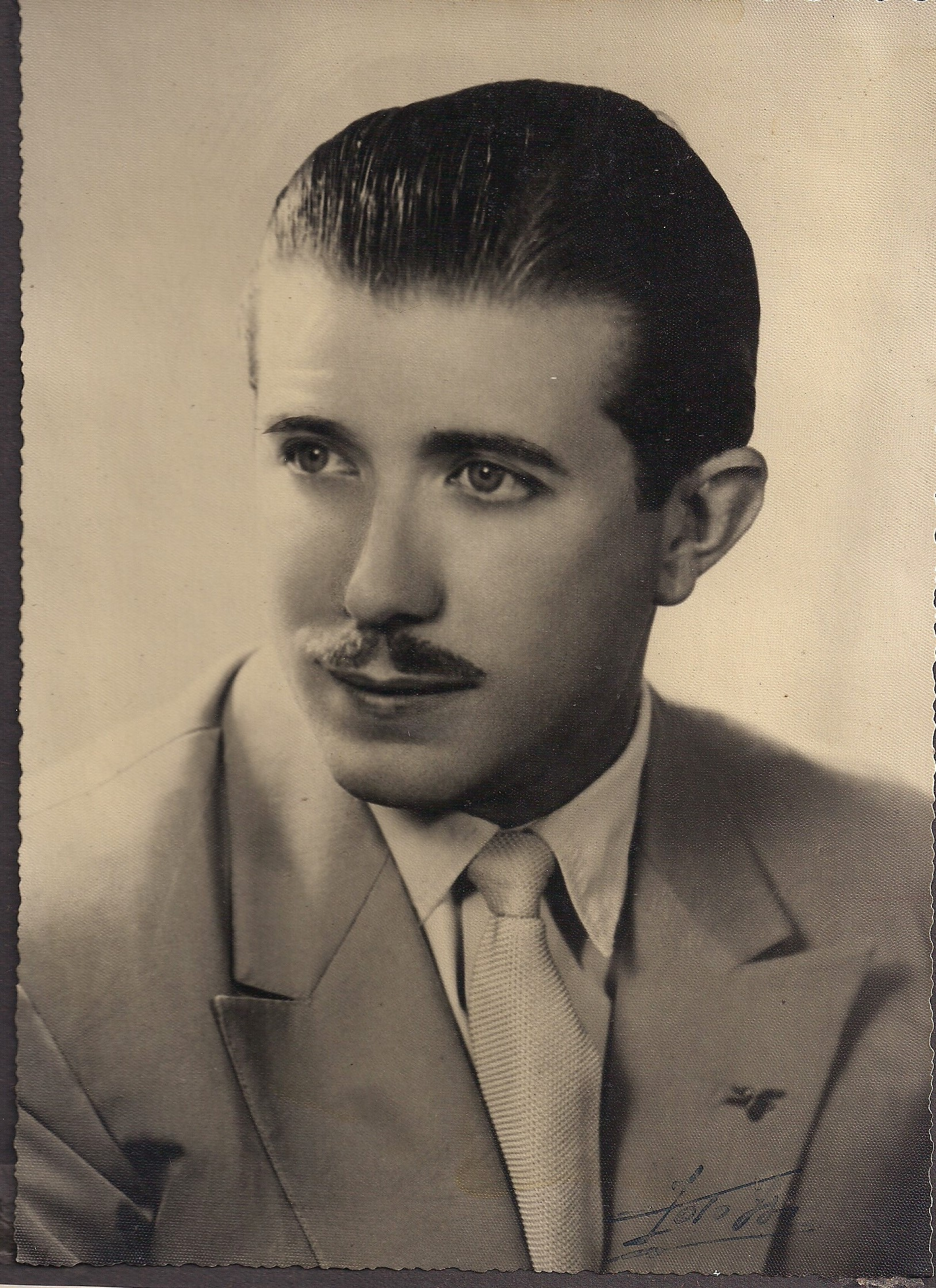
Angelo Amato foto del 1948 dal libro L'uomo che inventò il Festival della canzone di Sanremo

Accadde così che Pier Busseti, memore del successo ottenuto dal festival viareggino, riprese i contatti con Amilcare Rambaldi al fine di recuperare la sua vecchia idea: insieme ispirarono il giornalista e conduttore radiofonico torinese Angelo Nizza, che cercò di trovare un accordo con le Radio Audizioni Italiane, mentre il direttore del Casinò Angelo Nicola Amato sparse la voce tra le case discografiche di Milano per spingerle ad inviare i propri cantanti.
L'organizzazione scelse di far svolgere la manifestazione nei mesi invernali, probabilmente per incrementare il turismo nella città, che a differenza di Viareggio non poteva contare sul traino delle località vicine e su un carnevale con un richiamo di pubblico altrettanto elevato. La prima edizione del Festival venne così organizzata per il 29 gennaio 1951 e si svolse nel salone delle feste del Casinò, la stessa location dell'antesignano festival partenopeo. Condotta da Nunzio Filogamo, particolarmente noto per il suo saluto radiofonico agli «amici vicini e lontani», a questa edizione presero parte 3 interpreti, Nilla Pizzi, il Duo Fasano e Achille Togliani, che si alternarono nell'esibizione di 20 brani inediti. L'evento fu accolto molto freddamente dalla stampa e dai critici musicali dell'epoca, così come dal pubblico in sala che continuò a cenare e parlottare durante le esecuzioni. A vincere la prima storica edizione fu Nilla Pizzi con Grazie dei fiori.
Sulla falsariga del festival di canzoni napoletane che si svolse nella città dei fiori più di vent'anni prima, le case discografiche di Napoli sollecitarono alla Rai anche un festival della canzone partenopea. Poco più di un anno dopo la prima edizione della kermesse sanremese, il 28 settembre 1952, prese il via anche il Festival della Canzone napoletana, nella cornice del Teatro Mediterraneo, all'interno della moderna Mostra d'Oltremare.
La seconda edizione del Festival di Sanremo trovò un maggiore riscontro dagli autori e dagli editori musicali. I partecipanti salirono a 5, ma a vincere, come l'anno prima, fu Nilla Pizzi con la «serenata popolareggiante» Vola colomba, che si aggiudicò anche il resto del podio con Papaveri e papere e Una donna prega, risultato mai più ripetuto nella storia del Festival.
L'edizione del 1953 segnò il primo cambio nel regolamento di un certo rilievo: venne infatti introdotto l'obbligo della doppia interpretazione per ogni brano musicale con una diversa orchestra: una di tipo "classico" (in quell'anno diretta da Cinico Angelini) e una di tipo più "moderno" (condotta in quell'occasione da Armando Trovajoli).

La quinta edizione fu la prima ad essere trasmessa in diretta radio-televisiva dal Programma Nazionale, nonché la prima in cui la finale fu trasmessa in Eurovisione. Nell'edizione del 1956, in via del tutto eccezionale, i sei partecipanti al Festival furono selezionati con un concorso per "voci nuove", a cui presero parte 6.656 aspiranti. Nello stesso anno, ispirandosi al Festival, la neonata Unione europea di radiodiffusione diede vita all'Eurovision Song Contest, la cui prima edizione - al quale prese parte anche l'Italia con la vincitrice dell'edizione, Franca Raimondi, e la seconda classificata, Tonina Torrielli - si svolse a Lugano, in Svizzera.

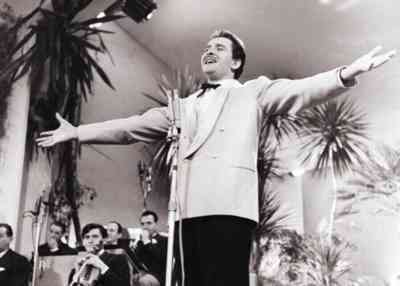
Domenico Modugno durante la sua esecuzione di Nel blu dipinto di blu al Festival di Sanremo 1958.

A dominare il Festival nelle sue prime edizioni fu la canzone tradizionale italiana, all'epoca poco apprezzata, il cui testo «non esce di un millimetro dal solco Dio-Patria-Famiglia». Tuttavia, già con Papaveri e papere (oggi nota come una sottile presa in giro rivolta alla Democrazia Cristiana e, al contempo, come un accenno di denuncia della condizione di subalternità della donna nella società italiana dell'epoca) e poi con Canzone da due soldi di Katyna Ranieri, iniziò a farsi spazio un tipo di canzone diversa da quelle «così proverbialmente sciroppose e stucchevoli», con un lessico più colloquiale e allegro. Fu comunque solo nell'edizione del 1958, con la vittoria di Domenico Modugno (in coppia con Johnny Dorelli) e la sua Nel blu dipinto di blu, diventata negli anni una delle canzoni italiane più conosciute ed eseguite di sempre in tutto il mondo, che si aprì una nuova fase per il Festival e per la canzone italiana: quella della «commistione di autore e interprete» che fu confermata nel 1960 con la vittoria di Renato Rascel con Romantica in coppia con Tony Dallara.

### L'esplosione negli anni '60 e il declino negli anni '70
Gli anni sessanta si aprirono con l'improvvisa decisione della SIAE di vietare la partecipazione dei propri autori all'edizione del 1961, che però non fu seguita dalla maggioranza degli aderenti. Negli anni successivi si registrò l'inizio della cosiddetta "era Bongiorno", dal nome del conduttore Mike Bongiorno, che presentò le edizioni dal 1963 al 1967, e fecero il loro esordio sul palco gli "urlatori" come Mina (la quale, dopo la delusione per non essere nemmeno salita sul podio nel 1961, decise di non prendere mai più parte al Festival come concorrente), Adriano Celentano e Bobby Solo, i cantautori come Gino Paoli e Umberto Bindi e i gruppi beat (questi ultimi «sopportati più che supportati», anche per problemi di organizzazione).
A vincere però fu perlopiù la musica melodica: la vittoria più rilevante del periodo fu quella di Gigliola Cinquetti al Festival del 1964 con Non ho l'età (per amarti), con la quale vinse anche l'Eurovision Song Contest dello stesso anno. Sempre nel 1964 venne estesa la partecipazione anche ai cantanti stranieri, che parteciparono in forze a quell'edizione (fra i tanti Paul Anka, Gene Pitney, Ben E. King e Antonio Prieto): la nuova regola fu «pensata come confronto tra interpreti italiani e stranieri», ma soprattutto «aspirava sia ad arricchire di nuova linfa la musica leggera sia a esportare oltre i pochi consueti mercati la nostra produzione». Questa innovazione fu tuttavia abbandonata già con l'edizione del 1966.
Nel frattempo, i temi sociali e la contestazione iniziarono ad apparire sul palco del Casinò. Nell'edizione del 1966, Adriano Celentano presentò Il ragazzo della via Gluck, subito eliminata dalla competizione; l'anno successivo, gli intenti "rivoluzionari" (sebbene estremamente edulcorati) dei giovani fecero capolino con La rivoluzione di Gianni Pettenati e Proposta de I Giganti. Il 1967 viene ricordato soprattutto per il suicidio del cantautore genovese Luigi Tenco, dopo che la sua canzone Ciao amore ciao (cantata in coppia con Dalida e che raccontava il disagio di un Paese che, nonostante il miracolo economico, aveva «ancora sacche paurose di povertà e di indigenza») era stata eliminata dalla finale.

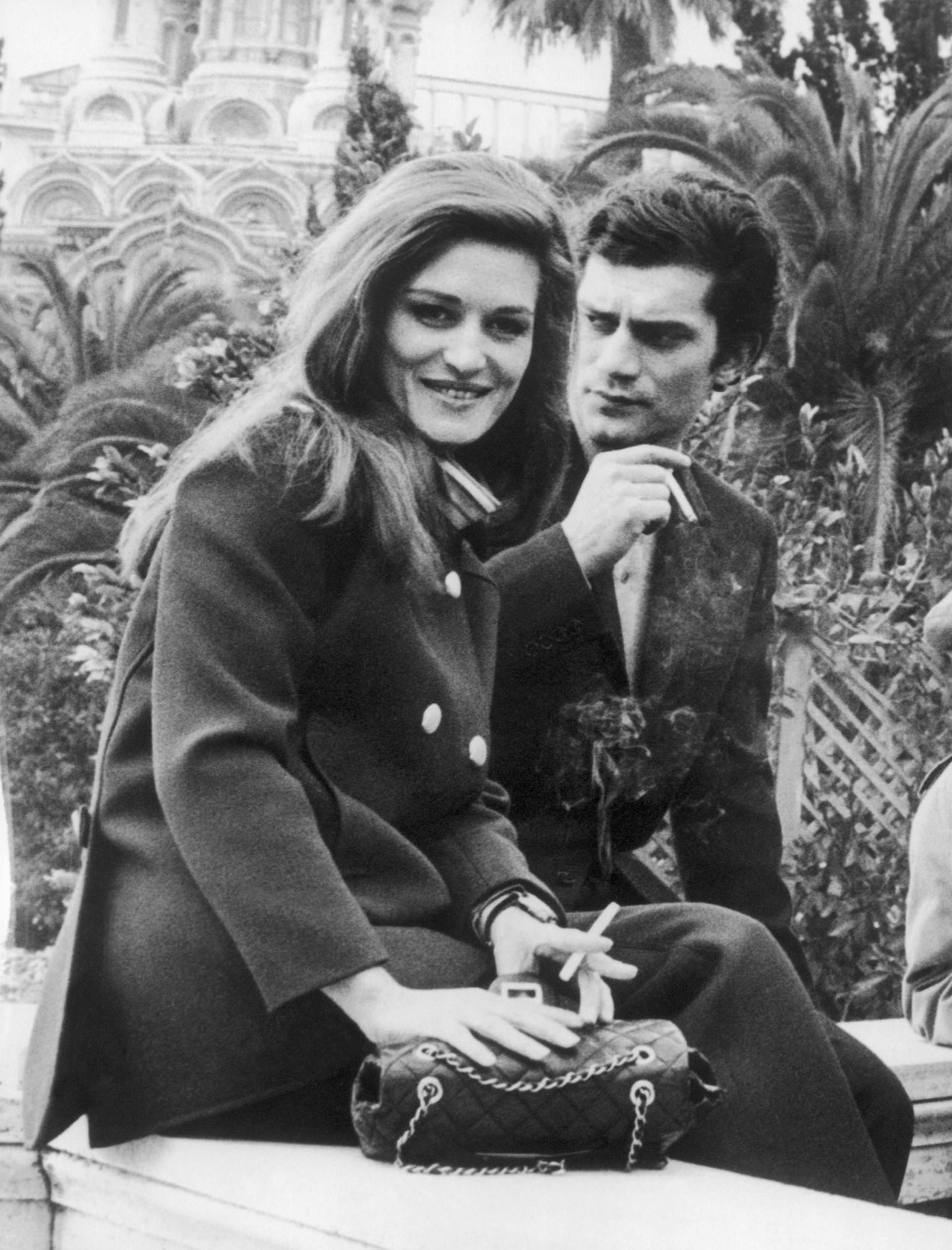
Una delle foto di Dalida e Tenco nel gennaio 1967

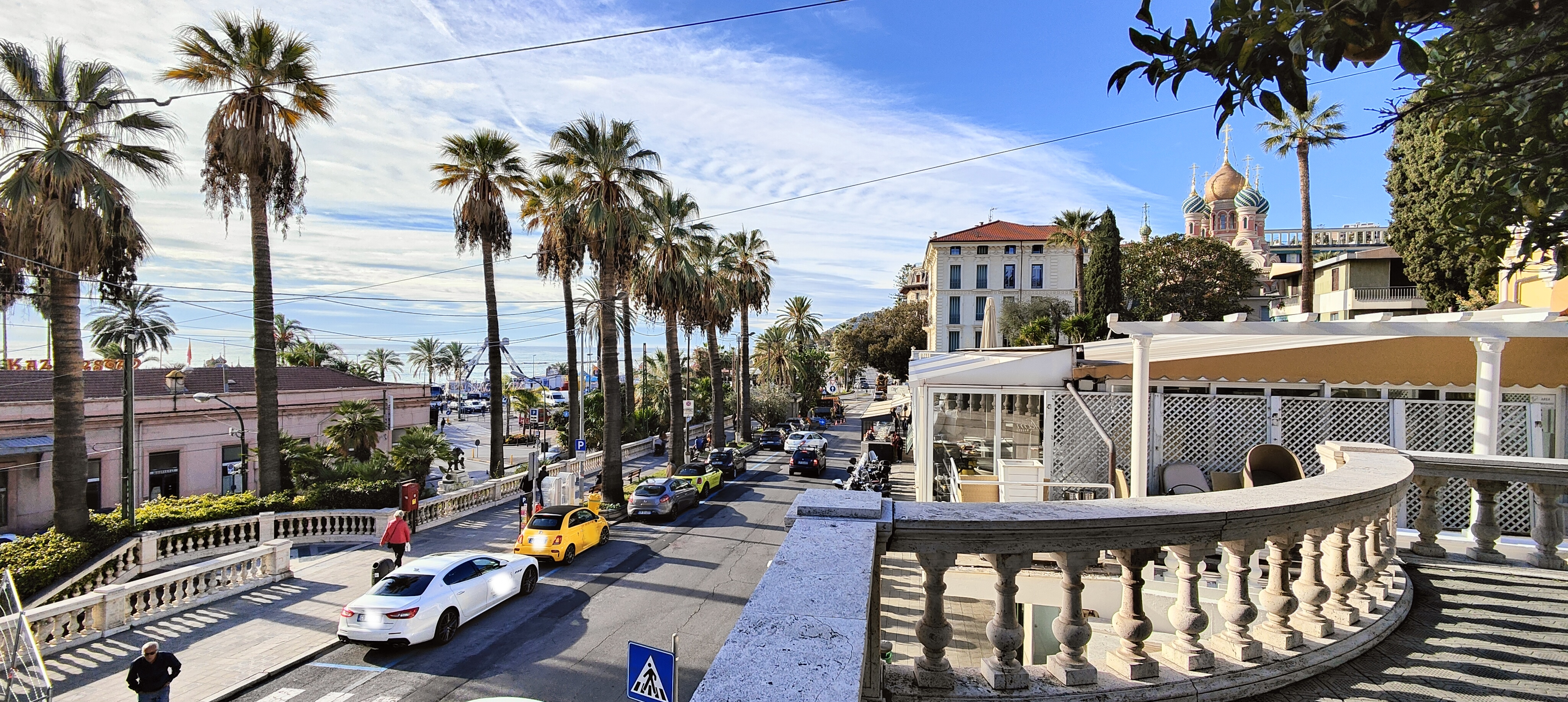
Il luogo esatto della foto precedente, la scalinata che dal Casinò porta a corso Imperatrice

La morte di Tenco, semplicemente accennata, «tacendo persino il nome della vittima», durante il festival da Mike Bongiorno, «concluse la fase aurea del racconto di Sanremo», dando inizio ad «un convulso lungo periodo dopo il quale l'Italia non fu più la stessa e, conseguentemente, neppure la trama che il Festival ne forniva».
Nonostante questo, l'edizione del 1968 «costituì il maggiore sforzo dell'aspirazione del Festival a rappresentare sul piano della musica leggera tutto ciò che si muoveva nel paese»: presentata per la prima volta da Pippo Baudo, vide la vittoria di Sergio Endrigo (tanto a testimonianza dell'imporsi dei cantautori nel mercato musicale, quanto una sorta di "vittoria di compensazione" per quanto accaduto con Tenco). Sempre in quella edizione esordirono anche Fausto Leali, Al Bano e Massimo Ranieri, «tutti e tre, in modi diversi, ben piantati nei caratteri eterogenei dei ragazzi di allora».
Le tre edizioni del 1969 (vinta da Iva Zanicchi e Bobby Solo con Zingara), 1970 (vinta da Celentano e Claudia Mori con Chi non lavora non fa l'amore) e 1971 (vinta da Nada e Nicola Di Bari con Il cuore è uno zingaro), ma soprattutto i grandi successi di Lucio Dalla (4/3/1943 nel 1971 e Piazza Grande nel 1972) e Roberto Vecchioni (L'uomo che si gioca il cielo a dadi nel 1973) «non evidenziarono pienamente la crisi della manifestazione», che ormai si avviava a un periodo di declino..
La Rai, nel 1971, privò il Festival della Canzone napoletana delle sue telecamere, decretandone la fine, e decise, a partire dal 1973, di trasmettere solo la serata finale del Festival di Sanremo. «Anche la tanto sbandierata trasmissione in Eurovisione accomunava in realtà l'Italia alle aree arretrate dell'Est e dell'Ovest: nel 1973, infatti, si collegarono l'URSS e i paesi del socialismo reale» così come «Turchia, Cipro, Spagna e Portogallo, ove ancora per poco sopravvissero i fascismi», mentre dal punto di vista musicale, il Festival virò pesantemente sulla via «dell'erotismo in pillole e della pornografia casareccia», in «un trionfo di seni e cosce» e di canzoni che fanno riferimento agli stessi «irritanti stereotipi dell'erotismo da celluloide», al punto che l'edizione del 1975 «fu la più infelice e, se si vuole, la più insulsa nello scollamento tra realtà e rappresentazione».
Fu comunque in tale periodo che si sperimentarono varie formule per il Festival.
L'edizione 1974 vide i 28 interpreti in gara divisi in due gruppi, ossia 14 "Big" (già qualificati alla serata finale) e 14 "aspiranti", che si sarebbero sfidati per gli ultimi 4 posti disponibili. L'edizione del 1976 vide i partecipanti divisi in cinque gruppi, ciascuno con due interpreti "capigruppo" automaticamente qualificati alla finale, ma soprattutto per la prima volta scomparve l'orchestra (sostituita dalle basi musicali). Eliminazioni e gruppi furono aboliti nel 1977, anche perché le canzoni in gara quell'anno erano solo 12, ma già nell'edizione successiva venne ripristinata la divisione in categorie ("Solisti", "Complessi" e "Cantautori"), i cui vincitori si sarebbero poi affrontati per il titolo. In ultimo si assistette al "trasloco", inizialmente provvisorio causa lavori di ristrutturazione ma in seguito divenuto definitivo, del Festival dal Casinò al teatro Ariston.

### La rivalsa negli anni '80
Il Festival 1980 segnò il primo segnale di rottura dell'andamento declinante: la presentazione di Claudio Cecchetto, Roberto Benigni e Olimpia Carlisi rappresentò la prima occasione in cui il presentatore non svolgeva un ruolo di «mero officiante», ma di «protagonista del racconto», fu ripristinata la suddivisione in due categorie, una per le "nuove proposte italiane" (che si sarebbero contesi 8 posti alla serata finale) e una per i "Big italiani e stranieri" (18 canzoni già qualificate alla serata finale), ma soprattutto fu nuovamente abbandonata l'orchestra per le basi registrate (nel corso degli anni ottanta vi furono edizioni in cui i cantanti si esibirono addirittura in playback).
Questo portò la Rai a "riappropriarsi" del Festival e a procedere a una "ristrutturazione" dello stesso, culminata nella "prima era Baudo" (1984-1987): con lui Sanremo riconquistò la credibilità perduta, portando «la cronaca e l'attualità sul palcoscenico dell'Ariston» e istituendo col Festival del 1984 una competizione separata per le "Nuove proposte italiane", con tanto di eliminazioni, assenti invece per la categoria dei "Campioni". Nel 1982, infine, fu creato un Premio della Critica, che «ufficializzò l'esistenza di una frattura» fra i gusti del pubblico e quelli «delle nicchie del gusto».
L'edizione del 1986 si ricorda anche come la prima ad aver avuto una donna, Loretta Goggi, come conduttrice principale dell'evento ma, nonostante il rilancio, molti dei grandi nomi della scena musicale sorti lungo gli anni settanta mantennero una certa distanza dalla competizione, accettando invece di esibirsi come ospiti o (più raramente) di concorrere come autori. A partecipare più attivamente furono i cantanti divenuti famosi negli anni sessanta e nei primi anni settanta (Iva Zanicchi, Peppino di Capri, Bobby Solo, Fred Bongusto), quelli la cui carriera aveva necessità di un rilancio o di una conferma (Loredana Bertè, Alberto Camerini, Donatella Rettore, Alan Sorrenti, Renato Zero, Anna Oxa, Mango, Mia Martini, Raf) o quelli che legarono indissolubilmente il loro nome alla manifestazione (Matia Bazar, Fiordaliso, Riccardo Fogli).
Con l'eccezione di Per Elisa di Alice (vincitrice del Festival di Sanremo 1981), Sarà quel che sarà di Tiziana Rivale (vincitrice del Festival di Sanremo 1983) e di Adesso tu di Eros Ramazzotti (vincitore di Sanremo 1986, dopo la vittoria nella sezione Nuove proposte del 1984 con Terra promessa), nel resto dei casi «Sanremo si limitò a laureare personaggi già laureati, che avevano già scritto le loro pagine più ricche di senso», quasi come se la vittoria a Sanremo costituisse un «premio alla carriera» per questi interpreti. In questo modo, il voto popolare (espresso tramite il concorso Totip) legittimò le vittorie di Al Bano e Romina Power nel 1984, dei Ricchi e Poveri nel 1985, di Eros Ramazzotti nel 1986, del trio Morandi-Ruggeri-Tozzi nell'edizione del 1987, di Massimo Ranieri nel 1988 e di Anna Oxa e Fausto Leali al Festival del 1989. Il ritorno della giuria popolare non cambiò di fatto la situazione: il primo posto fu dei Pooh nell'edizione 1990 e di Riccardo Cocciante nell'edizione 1991.
Il Festival, tuttavia, funse da trampolino di lancio per una generazione di cantanti che, una volta famosi, recisero il proprio rapporto con la manifestazione: è il caso del già citato Eros Ramazzotti, ma anche di Vasco Rossi, Jovanotti, Fiorella Mannoia e Zucchero Fornaciari, che portarono sul palco nuove sonorità e nuovi temi ma che furono penalizzati in classifica (e dunque conquistarono «credibilità agli occhi di un pubblico più attento alla qualità»).

### Il successo degli anni '90
Gli anni novanta sancirono il ritorno di Sanremo come appuntamento fisso per la società italiana, al punto tale che la frase «Perché Sanremo è Sanremo», ripetuta più volte nella sigla d'apertura delle edizioni 1995 e 1996, divenne una sorta di slogan informale della manifestazione. Per il Festival di Sanremo 1990, come già detto, tornarono le giurie popolari, ma anche l'orchestra e gli interpreti stranieri in gara, seguite due anni dopo dal ritorno alla conduzione di Pippo Baudo (che nel 1994 assunse anche la direzione artistica del Festival) e delle eliminatorie fra i "Big". Queste, al contrario delle edizioni precedenti, colpirono stavolta gli esponenti della musica dell'ultimo trentennio a tutto vantaggio delle "nuove voci" emergenti, come Laura Pausini (vincitrice della categoria Giovani nel 1993 e terza l'anno dopo fra i "Campioni"), Biagio Antonacci, Andrea Bocelli e Giorgia (vincitrice del Festival di Sanremo 1995).
L'edizione del 1997, vinta dai Jalisse con Fiumi di parole, segnò l'ultima discussa partecipazione dell'Italia all'Eurovision Song Contest prima di non prendervi più parte fino al 2011. Il duo, infatti, dato per favorito anche all'estero, raggiunse solo il quarto posto, lasciando spazio alle voci riguardanti un possibile sabotaggio interno da parte della Rai, che si sarebbe fatta carico malvolentieri delle spese d'organizzazione dell'edizione seguente della kermesse europea in caso di vittoria.
A confermare il tentativo di svecchiamento della canzone italiana, a partire dal 1995 fu garantito l'accesso alla finale dei "Campioni" ai primi classificati fra i giovani: se la regola funzionò in quell'anno, garantendo proprio l'affermazione di Giorgia, il meccanismo produsse in seguito una serie di cantanti (come i Jalisse, vincitori nel 1997, e Annalisa Minetti, che vinse nel 1998) destinati a finire ben presto nell'oblio. Addirittura, nessuna delle canzoni dell'edizione del 1998 riuscì a rientrare nella classifica dei 100 singoli più venduti di quell'anno. Anche per questo motivo, a partire dal 1999, il Festival iniziò ad aprirsi al circuito della "musica indipendente" con mutuo beneficio, visto che il primo recuperò autorevolezza e il secondo approfittò della visibilità sanremese per ottenere migliori vendite.

### Il cambiamento negli anni 2000
Questo, però, non fermò il calo degli ascolti dei primi anni duemila, culminato con l'edizione del 2004 (con Tony Renis alla direzione artistica e Simona Ventura alla conduzione), dove per la prima volta un programma della concorrenza (la quarta edizione del Grande Fratello) superò in ascolti il Festival, complice anche il boicottaggio delle major discografiche e il successo della "contro-rassegna" musicale organizzata a Mantova quell'anno. Questo nuovo periodo di flessione del Festival si interruppe nel 2007, con la conduzione ancora una volta di Baudo e la vittoria fra i Campioni di Simone Cristicchi con Ti regalerò una rosa e di Fabrizio Moro fra i giovani con Pensa.
Nonostante il calo di ascolti e le polemiche, Sanremo si affermò sempre più nei primi anni del XXI secolo come palcoscenico dove lanciare o confermare artisti emergenti come Dolcenera (fra i vincitori di Destinazione Sanremo nel 2002), Sergio Cammariere (terzo a Sanremo 2003), Povia (vincitore dell'edizione 2006), Francesco Renga (ex-Timoria, vincitore dell'edizione 2005), Giò Di Tonno e Lola Ponce (vincitori dell'edizione 2008), Tricarico (vincitore del Premio della critica nel 2008), Arisa (vincitrice di SanremoLab 2008, della sezione Proposte nel 2009 e della sezione Campioni nel 2014), Paolo Meneguzzi, Irene Fornaciari ed i Sonohra (vincitori della sezione Giovani nel 2008).
Sul finire del decennio, invece, con la vittoria di Marco Carta nel 2009 (già vincitore della settima edizione di Amici nel 2008), si inizia a notare una "saldatura" fra «i nuovi "palcoscenici" della canzone virtuale» come Amici di Maria De Filippi e X Factor e «la madre di tutti i palchi della canzone italiana». 

### Il rilancio negli anni 2010
Il nuovo decennio conferma e consolida la “saldatura” creatasi tra il Festival e i talent, vedendo la partecipazione consistente alla kermesse, spesso con ottimi risultati, di cantanti provenienti da questi ultimi come Valerio Scanu (finalista dell'ottava edizione di Amici nel 2009 e vincitore del Festival di Sanremo 2010), Giusy Ferreri (finalista della prima edizione di X Factor nel 2008), Noemi (partecipante alla seconda edizione di X Factor nel 2009 e terza classificata al Festival di Sanremo 2012), Marco Mengoni (vincitore della terza edizione di X Factor nel 2009, terzo classificato al Festival di Sanremo 2010 e vincitore nel 2013 e nel 2023), Emma (vincitrice della nona edizione di Amici nel 2010, seconda classificata nel Festival di Sanremo 2011 in duetto con i Modà e vincitrice nel 2012), Il Volo (partecipanti alla seconda edizione di Ti lascio una canzone nel 2009, vincitori del Festival di Sanremo 2015 e terzi classificati nel 2019), Annalisa (finalista della decima edizione di Amici nel 2011 e terza classificata ai Festival di Sanremo 2018 e 2024), Francesca Michielin (vincitrice della quinta edizione di X Factor nel 2012 e seconda classificata ai Festival di Sanremo 2016 e 2021) e così via. L'eccezione di questo scenario è data da tre interpreti femminili: Arisa (vincitrice, Premio della Critica "Mia Martini" e Sala Stampa Radio-TV-Web "Lucio Dalla" nella sezione "Proposte" al Festival di Sanremo 2009 e successivamente seconda classificata e premio della Sala Stampa "Lucio Dalla" nella sezione "Artisti" nel 2012 e vincitrice nella sezione "Campioni" nel 2014), Malika Ayane (seconda classificata nella sezione "Proposte" al Festival di Sanremo 2009 e successivamente Premio della Critica "Mia Martini" e della Sala Stampa "Lucio Dalla" nella sezione "Artisti" nel 2010 e terza classificata e Premio della Critica "Mia Martini" nella sezione "Campioni" nel 2015) e Nina Zilli (terza classificata e Premio della Critica "Mia Martini" nella sezione "Nuova Generazione" al Festival di Sanremo 2010).
Inoltre, a partire dall'edizione del 2011, il Festival di Sanremo torna ad essere il meccanismo di selezione per il rappresentante italiano all'Eurovision Song Contest, segnando così anche il ritorno in gara dell'Italia alla kermesse europea dopo 13 anni di assenza.
Con la direzione artistica di Fabio Fazio nelle edizioni 2013 e 2014 si assiste a una significativa diminuzione del numero di artisti provenienti dai talent show, a beneficio di rappresentanti di generi musicali meno tipici per la kermesse sanremese, con artisti come The Bloody Beetroots (musica elettronica), Giuliano Palma (ska) ed i Perturbazione (indie rock). Sebbene la seconda edizione condotta e diretta da Fazio non rappresenti un successo in termini di ascolti, funge da apripista per scelte stilistiche che si consolideranno nelle successive edizioni. Con Carlo Conti, conduttore e direttore delle edizioni 2015, 2016 e 2017, viene privilegiata la radiofonicità come criterio per la scelta dei brani in concorso, spezzando il paradigma per cui fino a quel momento la scelta ricadesse prevalentemente su ballate d'amore. Con l'edizione 2015, il Festival viene inoltre definitivamente agganciato all'Eurovision Song Contest, in quanto a partire da quell'anno il regolamento stabilisce che il vincitore del Festival sia automaticamente designato, salvo rinuncia, a rappresentare l'Italia al concorso canoro europeo.
Il successo e la qualità di queste edizioni è testimoniato anche dai partecipanti nella categoria "Giovani": nell'edizione 2016, in particolare, tre dei quattro finalisti di tale sezione avrebbero in seguito vinto nella sezione principale. Si tratta di Francesco Gabbani (vincitore dell'edizione 2017), Ermal Meta (2018) e Mahmood (2019 e 2022).
Con le successive edizioni del 2018 e 2019, condotte e dirette da Claudio Baglioni, vengono rimosse le eliminazioni dei brani dalla gara su esplicita richiesta dei cantanti. Viene inoltre aumentata la durata massima dei brani da tre minuti e mezzo a quattro, influenzando in positivo anche la qualità stessa delle canzoni in gara. Nell'edizione del 2019, la vittoria di Mahmood con il brano Soldi è considerata il segno di una chiusura netta con il passato, poiché appartenente a un genere, l'urban, fino ad allora rimasto ai margini di Sanremo, riavvicinando così il pubblico più giovane al Festival e attirando le attenzioni delle case discografiche, le quali colgono l'opportunità di allargare il pubblico di determinati cantanti. Con lo stesso brano Mahmood si piazzerà al secondo posto all'Eurovision Song Contest 2019, acquisendo notorietà internazionale.

### Il ritrovato successo negli anni 2020
Terminata la parentesi di Baglioni, nel 2020 le redini del Festival passano in mano ad Amadeus, che riesce a ottenere buoni risultati in termini di ascolti, sbloccando una nuova era di successo anche in termini di discografia. La successiva edizione, però, si rivela complicata da gestire sin dal principio in quanto segnata dalla pandemia di COVID-19: a causa delle misure di contenimento in vigore nei primi mesi del 2021, il Festival si svolge per la prima e finora unica volta nella sua storia senza il pubblico all'interno del teatro Ariston; inoltre, come già accaduto negli anni dal 2002 al 2005, si svolge nel mese di marzo, precisamente dal 2 al 6. Nonostante le evidenti difficoltà e i risultati d'ascolto nettamente più bassi rispetto all'anno precedente, per la prima volta il Festival vede trionfare un gruppo pop rock, i Måneskin, che con il brano Zitti e buoni vincono non soltanto la kermesse italiana ma anche l'Eurovision Song Contest 2021, raggiungendo un successo planetario e riportando l’Italia sul gradino più alto del podio della kermesse europea a distanza di 31 anni dalla precedente vittoria, ottenuta da Toto Cutugno con il brano Insieme: 1992 nel 1990. In generale, tale edizione del Festival (al netto di un calo d'ascolti) ha avuto enorme riscontro mediatico: le canzoni, infatti, hanno ottenuto ancor più successo di quelle dell'anno precedente in termini di vendite e streaming, mentre l'evento ha visto un incremento di visualizzazioni su RaiPlay, risultando il programma più visualizzato sulla piattaforma fino a quel momento.
L'edizione del 2022 vede il ritorno degli spettatori in sala, nonché numerosi cambiamenti nella formula – si ritorna a quella adottata nel 2019, ovvero una gara non più suddivisa in categorie in cui artisti noti ed emergenti concorrono per un unico premio – ed è caratterizzata da ascolti record grazie anche a un aumento del pubblico giovane . La vittoria va al brano Brividi di Blanco e Mahmood, già vincitore dell'edizione 2019; il duo rappresenta quindi l'Italia, classificandosi al sesto posto, all'Eurovision Song Contest 2022, svoltosi in casa a Torino per la prima volta dopo 31 anni a seguito della vittoria ottenuta dai Måneskin alla manifestazione l'anno precedente.
Le edizioni guidate da Amadeus sono caratterizzate da un cospicuo aumento del numero di cantanti in gara, innovazione che ha garantito varietà nella scelta dei partecipanti: nei cast di tali edizioni sono infatti presenti sia vecchie glorie della musica italiana (come Iva Zanicchi, Rita Pavone, Gianni Morandi, Massimo Ranieri, Orietta Berti, Donatella Rettore, Anna Oxa, i Cugini di Campagna e i Ricchi e Poveri) sia cantanti più contemporanei e di successo tra i giovani (i già citati Måneskin, Mahmood e Blanco ma anche nomi come Lazza, Geolier, Elodie, Irama, Angelina Mango, i Pinguini Tattici Nucleari, Achille Lauro, Sangiovanni e Mr. Rain), arrivando a lanciare anche artisti più di nicchia o emergenti (ad esempio Madame, Fulminacci, Levante, i Coma Cose, Tananai, Rosa Chemical, BigMama e Rose Villain).
Grazie all'aumento della reputazione del Festival, si è anche assistito al ritorno in gara di artisti italiani di rilievo internazionale che non partecipavano da diversi anni alla manifestazione (tra cui Giorgia, Elisa e Marco Mengoni) e all'esordio di artisti già assai noti ma che nelle loro carriere decennali o pluridecennali non vi avevano mai preso parte (come Piero Pelù, Alessandra Amoroso, Fedez, gli Articolo 31 e, già citati, i Cugini di Campagna).
Nelle prime edizioni degli anni 2020, in seguito all'assegnazione dei XXV Giochi olimpici invernali a Milano e Cortina d'Ampezzo, il Festival ha fatto parte del cammino d'avvicinamento alla manifestazione: si è partiti, infatti, con l'edizione 2021, in cui sono state presentate da Alberto Tomba e Federica Pellegrini due proposte che sarebbero state poi sottoposte a votazione online pubblica per la scelta dell'emblema ufficiale della rassegna olimpica. Al Festival del 2022 sono state invece presentate le due proposte per l'inno ufficiale; nel 2023 è la volta di quelle per le mascotte ufficiali, entrambe poi scelte tramite una votazione online e presentate nella seconda serata dell'edizione 2024, gli ermellini Tina e Milo; infine nel 2025 è apparsa l'ex pattinatrice Carolina Kostner nelle vesti di ambassador a poco meno di un anno dall'evento.
L'edizione del 2023, che vede la vittoria del brano Due vite di Marco Mengoni (già vincitore dieci anni prima con la canzone L'essenziale), registra un evento storico per il Festival: per la prima volta in assoluto, infatti, un Presidente della Repubblica Italiana in carica, Sergio Mattarella, presenzia direttamente al teatro Ariston alla serata d'apertura.
Amadeus resta al timone della kermesse anche nel 2024: in tal modo il conduttore entra nella storia del Festival, arrivando ad eguagliare Nunzio Filogamo, Mike Bongiorno e Pippo Baudo nel primato della conduzione di cinque edizioni consecutive. Inoltre, tale edizione vede tornare alla vittoria per la prima volta dopo dieci anni un'artista donna: Angelina Mango, con il brano La noia. 
A dieci anni dalla sua prima conduzione e direzione artistica, per l'edizione 2025 torna invece Carlo Conti. In questa edizione avviene un altro momento storico per il Festival, ovvero la prima partecipazione di un Pontefice: infatti Papa Francesco, in occasione della serata di apertura, invia un videomessaggio per lanciare un appello di pace.
Nel dicembre 2024, il TAR della Liguria ha stabilito che il comune di Sanremo non poteva nominare direttamente la RAI come organizzatrice dell'evento e che, a partire dal 2026, doveva essere indetto un bando di gara pubblico per determinare la società organizzatrice. Due mesi dopo, la RAI ha impugnato la sentenza, sostenendo che "il marchio [RAI] è inscindibile dal format [del festival]";  tuttavia, il Consiglio di Stato ha successivamente confermato la decisione del TAR nel maggio 2025.  Agli inizi di marzo 2025, il comune ha definito i termini dei bandi da indire per l'assegnazione dei festival 2026-28, che sono stati pubblicati il 9 aprile, con le emittenti che potevano presentare domanda entro 40 giorni. Alla fine, l'unico richiedente era la RAI, che si era offerta di ottenere i diritti esclusivi del festival almeno fino al 2028. Successivamente è stato riferito che la RAI stava pianificando di spostare il concorso in una diversa sede italiana dall'edizione del 2027 in poi, al fine di evitare ulteriori problemi legali e finanziari con il comune di Sanremo. 

## Cronologia
La lista che segue riguarda le varie modifiche fatte al regolamento e le varie novità apportate al Festival
- 1951: prima edizione. In gara vi sono venti brani, interpretati da tre cantanti: Nilla Pizzi, Achille Togliani e il Duo Fasano;
- 1953: introduzione della doppia interpretazione per ogni canzone e direzione orchestrale di ogni brano, che durerà fino al 1971 (con l'eccezione del 1956) e sarà ripresa, seppur con modalità diverse, nel 1990 e nel 1991;
- 1955: prima edizione trasmessa in TV;
- 1956: gli interpreti dei brani in gara vengono selezionati dalla Rai attraverso un concorso per Voci Nuove indetto l'anno precedente: dalle 6.646 candidature arrivate vengono scelti i sei partecipanti, tutti esordienti nel mondo della musica. In quell'anno si tiene la prima edizione dell'Eurovision Song Contest, il cui artista rappresentante per l'Italia viene scelto frequentemente tra i partecipanti a Sanremo;
- 1958: prima diretta in Eurovisione;
- 1961: la classifica finale viene decretata una tantum tramite il concorso dell'Enalotto e annunciata sette giorni dopo la serata finale;
- 1964: per quest'edizione e la seguente, uno degli interpreti di ciascun brano è un artista di fama internazionale, che si esibisce, salvo rare eccezioni, in italiano. Da quest'anno, con la sola eccezione dell'edizione 1975, i brani sono proposti alla commissione selezionatrice già abbinati a chi deve eseguirli in gara, mentre in precedenza venivano scelti i brani e solo successivamente si decideva chi li avrebbe interpretati;
- 1965: ultima edizione in cui gli interpreti italiani possono partecipare in gara con più di un brano, mentre per quelli stranieri tale possibilità permarrà per ulteriori due anni;
- 1967: edizione segnata dal tragico suicidio di Luigi Tenco, che era appena stato eliminato dalla competizione e quindi non ammesso alla finale;
- 1968: da quest'edizione ogni interprete (sia italiano sia straniero) può gareggiare con un solo brano;
- 1972: ripristino dell'esecuzione singola per ogni canzone;
- 1973: prima edizione a essere ripresa con telecamere a colori, a beneficio delle televisioni estere: in Italia, però, continuerà a essere trasmesso in bianco e nero per i successivi quattro anni, cioè fino all'arrivo sul mercato degli apparecchi televisivi in grado di ricevere il segnale a colori. Da quest'anno e fino al 1980 la Rai trasmetterà in TV solo la serata finale della kermesse, mentre le altre verranno trasmesse soltanto via radio;
- 1974: per la prima volta si distinguono gli interpreti in "Big", ammessi di diritto alla serata finale, e "Aspiranti", sottoposti al rischio dell'eliminazione;
- 1976: per la prima volta, le canzoni in concorso sono eseguite con il supporto di una base musicale pre-registrata, nonostante la presenza dell'orchestra; questa fu l'ultima edizione ospitata al teatro del Casinò, che a fine anno dovette chiudere per ristrutturazione;
- 1977: il Festival si sposta al teatro Ariston. Prima edizione visibile a colori anche in Italia tramite il sistema PAL;
- 1978: la Rai trasmette solamente l'ultima serata del Festival, sia alla radio che in TV;
- 1980: viene eliminata l'orchestra: tutti gli artisti cantano su basi musicali pre-registrate;
- 1981: per questa e le tre successive edizioni sono ammessi brani con testi interamente in una lingua diversa dall'italiano, a condizione che almeno uno degli autori sia di nazionalità italiana. La Rai torna a trasmettere integralmente la kermesse canora anche in TV;
- 1982: viene istituito il Premio della Critica;
- 1984: per la prima volta i "Big Italiani e Stranieri", votati tramite il concorso Totip, costituiscono una sezione separata rispetto alle "Nuove Proposte Italiane", che vengono votate tramite giurie demoscopiche per determinare una propria classifica. Inoltre, in quest'edizione e nella seguente, tutte le esibizioni sono in playback;
- 1986: per la prima volta è una donna a condurre il Festival come presentatrice principale, Loretta Goggi; viene ripristinata l'esecuzione delle canzoni dal vivo, sempre su base musicale pre-registrata;
- 1987: primo Festival rilevato dal nuovo sistema di registrazione dei dati d'ascolto Auditel. Tale edizione è, ad oggi, la più seguita di sempre;
- 1989: viene istituita una suddivisione intermedia tra quella degli artisti più popolari, detti "Campioni", e quella degli esordienti, quest'anno detti "Nuovi": si tratta della sezione "Emergenti", destinata a non avere seguito nelle successive edizioni;
- 1990: tornano l'orchestra e le giurie popolari per tutti i cantanti in gara. È il primo Festival, dal 1977, che non viene svolto al teatro Ariston, in quel periodo chiuso per ristrutturazione. La manifestazione si trasferisce in un capannone del Mercato dei Fiori, per l'occasione denominato "Palafiori" (da non confondere con l'attuale Palafiori situato nel centro di Sanremo, in seguito alla ristrutturazione del vecchio Mercato dei Fiori), situato a Bussana, frazione del comune di Sanremo;
- 1991: il Festival torna al teatro Ariston;
- 1992: per quest'edizione e la seguente, viene reintrodotta l'eliminazione dalla finale per gli artisti della sezione "Campioni";
- 1994: l'organizzazione del Festival torna a essere appannaggio della Rai;
- 1996: le "Nuove Proposte" sono tutte ammesse alla serata finale a loro dedicata. Da quest'edizione il Premio della Critica porta il nome di Mia Martini, scomparsa l'anno precedente;
- 1997: introduzione delle giurie di qualità, composte da personaggi del mondo dello spettacolo (fino al 2003, nel 2007 e 2008 e nuovamente dal 2013 al 2014, poi denominata Giuria degli Esperti dal 2015 al 2018 e Giuria d'onore nel 2019). Quella dei Jalisse, vincitori del Festival, segna l'ultima partecipazione italiana all'Eurovision Song Contest per i successivi 13 anni;
- 1998: i primi tre classificati della sezione "Giovani" sono ammessi a concorrere per la vittoria finale insieme ai "Campioni";
- 1999: prima (ed unica, fino al 2009) edizione trasmessa nel formato televisivo 16:9 (in letterbox);
- 2002: per quest'edizione vengono reintrodotte le eliminazioni per i "Giovani", i cui finalisti vengono giudicati con voto palese da ciascun componente della Giuria di qualità;
- 2004: nessuna distinzione degli artisti in sezioni e introduzione del televoto; per la prima e unica volta il Festival viene battuto nella gara degli ascolti da un programma concorrente;
- 2005: suddivisione in più categorie, i cui vincitori concorrono al premio assoluto, e ripristino delle eliminazioni; reintroduzione del voto misto, tra differenti tipi di giurie;
- 2007: ripristino delle sole sezioni "Campioni" e "Giovani", con eliminazione solo per questi ultimi;
- 2009: prima edizione trasmessa sul digitale terrestre (per le zone del territorio italiano già in grado di ricevere l'apposito segnale) e in alta definizione nelle zone sperimentali. Viene introdotta la formula dei ripescaggi, già sperimentata intorno agli anni sessanta: il pubblico da casa può far rientrare in gara due dei sei artisti eliminati nelle prime due serate tramite televoto;
- 2010: un posto tra gli "Artisti" in gara è riservato di diritto, come premio aggiuntivo alla vittoria, al vincitore del talent show X Factor;
- 2011: dopo 14 anni, il Festival torna a essere la selezione per il rappresentante italiano all'Eurovision Song Contest;
- 2012: per la prima volta il Festival, precisamente la finale, viene trasmesso sul sito Eurovision.tv in quanto è confermato come selezione (come pure nel 2013, 2015, 2016, 2017, 2018 e 2019), con commento live degli spettatori tramite Facebook e Twitter; in quest'edizione, inoltre, è stata introdotta la golden share, meccanismo con cui la sala stampa avrebbe potuto far salire di tre posizioni in classifica l'artista da essa prescelto (o prescelta) tra i sei finalisti;
- 2013: ogni partecipante della sezione "Campioni" porta in gara due canzoni, delle quali solo una prosegue la gara fino alla finale; di conseguenza vengono meno le eliminazioni dei "Campioni". La serata dei duetti e la serata speciale-evento sono accorpate in un'unica serata (la quarta); i "Giovani" in gara devono essere maggiorenni. Viene abolita la giuria demoscopica, mentre ritorna la giuria di qualità;
- 2015: viene ripristinata la singola canzone per ogni artista in gara sia tra i "Campioni" (per i quali vengono reintrodotte anche le eliminazioni) sia tra i "Giovani". Come da regolamento ufficiale, da quest'edizione è il vincitore della sezione "Campioni" a rappresentare, salvo rinuncia, l'Italia all'Eurovision Song Contest;
- 2016: viene ripristinato il ripescaggio per i "Campioni": delle cinque canzoni escluse al termine della penultima serata, il televoto potrà ripescarne una per la finale;
- 2017: il numero dei partecipanti alla sezione "Campioni" viene aumentato, passando da 20 a 22;
- 2018: il numero dei partecipanti alla sezione "Campioni" torna a 20; vengono abolite le eliminazioni per entrambe le categorie (tutti i partecipanti accedono in finale); la serata dedicata alle cover viene sostituita da quella dei duetti, in cui ogni cantante in gara esegue il proprio brano assieme ad un ospite a sua scelta;
- 2019: nessuna distinzione degli artisti in sezioni; il numero dei partecipanti alla sezione "Campioni" aumenta da 20 a 24, due dei quali hanno guadagnato di diritto l'accesso in quanto vincitori di Sanremo Giovani 2018;
- 2020: i partecipanti in gara nella sezione "Campioni" scendono inizialmente a 22, per poi tornare a 24; viene ripristinata la sezione "Nuove proposte". Viene eliminata la giuria di qualità. Si celebra la settantesima edizione della kermesse: la terza serata, denominata per l'occasione Sanremo 70, viene dedicata alla reinterpretazione, da parte dei cantanti in gara, di alcuni dei brani che fanno parte della storia del Festival; Inoltre durante questa serata, ricompaiono, dopo tanti anni sul palcoscenico i fiori di Sanremo.
- 2021: Il numero dei partecipanti in gara nella sezione "Campioni" aumenta a 26. Durante la terza serata si celebra la musica d'autore: i cantanti in gara reinterpretano, accompagnati da uno o più ospiti a loro scelta, alcuni brani che fanno parte della storia della musica d'autore italiana. È ad oggi l'unica edizione ad essersi svolta in totale assenza del pubblico in sala, a causa della pandemia di COVID-19;
- 2022: nessuna distinzione degli artisti in sezioni, come avvenuto nell'edizione 2019; i partecipanti salgono a 25 – inizialmente erano fissati a 24 – tre dei quali hanno guadagnato di diritto l'accesso tramite Sanremo Giovani 2021. La serata delle cover, che nelle due edizioni precedenti si svolgeva nella terza serata, si sposta alla quarta ed è stata dedicata ai successi italiani e internazionali degli anni sessanta, settanta, ottanta e novanta;
- 2023: prima edizione trasmessa in 4K (non nativamente ma in upscale). Rimane invariata la formula dell'edizione precedente, ma il numero dei partecipanti – inizialmente fissati a 25 – sale a 28 in totale, sei dei quali hanno guadagnato di diritto l'accesso tramite Sanremo Giovani 2022. La serata delle cover, la cui collocazione rimane invariata, include anche successi italiani e internazionali degli anni duemila, oltre a quelli degli anni sessanta, settanta, ottanta e novanta. A differenza delle edizioni precedenti, inoltre, accedono alla votazione finale i primi cinque classificati anziché i primi tre. Per la prima volta è presente alla serata inaugurale il presidente della Repubblica in carica, Sergio Mattarella.
- 2024: prima edizione trasmessa nativamente in 4K. Il numero dei partecipanti – inizialmente fissato a 26 – sale a 30, tre dei quali hanno guadagnato di diritto l'accesso tramite Sanremo Giovani 2023. Come nelle edizioni 2018 e 2019, nella prima serata si esibiscono tutti i cantanti in gara, i quali vengono poi equamente divisi tra la seconda e la terza serata; riguardo a queste ultime, i cantanti non previsti nella serata di riferimento affiancano di fatto le co-conduttrici e i co-conduttori già designati nella presentazione degli altri concorrenti in gara. Viene abolita la giuria demoscopica, sostituita da una giuria delle radio, formata da emittenti radiofoniche, nazionali e locali, individuate secondo criteri di rappresentanza dell'intero territorio italiano.
- 2025: viene ripristinata la sezione Nuove proposte, di cui solo 4 artisti possono accedere alla fase finale. Il numero dei partecipanti inizialmente era fissato a 30, ma è sceso a 29 a causa dell'immediato ritiro del rapper Emis Killa (in seguito alla sua iscrizione nel registro degli indagati per il reato di associazione per delinquere nell'ambito di un'inchiesta sugli affari legati ai gruppi ultras). Per la prima volta nella storia del Festival di Sanremo, il Papa regnante, Francesco, ha partecipato in videocollegamento durante la prima serata.

## Edizioni
| Edizione | Anno | Periodo                  | Serate | Partecipanti | Partecipanti | Partecipanti   | Conduzione            | Conduzione            | Conduzione            | Conduzione            | Direzione artistica                              | Sede                                         |
| Edizione | Anno | Periodo                  | Serate | Campioni     | Campioni     | Nuove proposte | Conduzione            | Conduzione            | Conduzione            | Conduzione            | Direzione artistica                              | Sede                                         |
| Edizione | Anno | Periodo                  | Serate | Artisti      | Canzoni      | Nuove proposte | Conduzione            | Conduzione            | Conduzione            | Conduzione            | Direzione artistica                              | Sede                                         |
| -------- | ---- | ------------------------ | ------ | ------------ | ------------ | -------------- | --------------------- | --------------------- | --------------------- | --------------------- | ------------------------------------------------ | -------------------------------------------- |
| 1ª       | 1951 | 29 - 31 gennaio          | 3      | 3            | 20           | Non presenti   | Nunzio Filogamo       | Nunzio Filogamo       | Nunzio Filogamo       | Nunzio Filogamo       | Giulio Razzi                                     | Casinò di Sanremo                            |
| 2ª       | 1952 | 28 - 30 gennaio          | 3      | 5            | 20           | Non presenti   | Nunzio Filogamo       | Nunzio Filogamo       | Nunzio Filogamo       | Nunzio Filogamo       | Giulio Razzi                                     | Casinò di Sanremo                            |
| 3ª       | 1953 | 29 - 31 gennaio          | 3      | 10           | 20           | Non presenti   | Nunzio Filogamo       | Nunzio Filogamo       | Nunzio Filogamo       | Nunzio Filogamo       | Giulio Razzi                                     | Casinò di Sanremo                            |
| 4ª       | 1954 | 28 - 30 gennaio          | 3      | 12           | 20           | Non presenti   | Nunzio Filogamo       | Nunzio Filogamo       | Nunzio Filogamo       | Nunzio Filogamo       | Giulio Razzi                                     | Casinò di Sanremo                            |
| 5ª       | 1955 | 27 - 29 gennaio          | 3      | 15           | 16           | Non presenti   | Armando Pizzo         | Armando Pizzo         | Armando Pizzo         | Armando Pizzo         | Giulio Razzi                                     | Casinò di Sanremo                            |
| 6ª       | 1956 | 8 - 10 marzo             | 3      | 6            | 20           | Non presenti   | Fausto Tommei         | Fausto Tommei         | Fausto Tommei         | Fausto Tommei         | Giulio Razzi                                     | Casinò di Sanremo                            |
| 7ª       | 1957 | 7 - 9 febbraio           | 3      | 17           | 19           | Non presenti   | Nunzio Filogamo       | Nunzio Filogamo       | Nunzio Filogamo       | Nunzio Filogamo       | Giulio Razzi                                     | Casinò di Sanremo                            |
| 8ª       | 1958 | 30 gennaio - 1º febbraio | 3      | 15           | 20           | Non presenti   | Gianni Agus           | Gianni Agus           | Gianni Agus           | Gianni Agus           | Achille Cajafa                                   | Casinò di Sanremo                            |
| 9ª       | 1959 | 29 - 31 gennaio          | 3      | 17           | 20           | Non presenti   | Enzo Tortora          | Enzo Tortora          | Enzo Tortora          | Enzo Tortora          | Edoardo Fosco                                    | Casinò di Sanremo                            |
| 10ª      | 1960 | 28 - 30 gennaio          | 3      | 23           | 20           | Non presenti   | Paolo Ferrari         | Paolo Ferrari         | Enza Sampò            | Enza Sampò            | Ezio Radaelli                                    | Casinò di Sanremo                            |
| 11ª      | 1961 | 26 gennaio - 6 febbraio  | 4      | 42           | 24           | Non presenti   | Lilli Lembo           | Lilli Lembo           | Lilli Lembo           | Lilli Lembo           | Ezio Radaelli                                    | Casinò di Sanremo                            |
| 12ª      | 1962 | 8 - 18 febbraio          | 4      | 45           | 32           | Non presenti   | Renato Tagliani       | Renato Tagliani       | Renato Tagliani       | Renato Tagliani       | Gianni Ravera                                    | Casinò di Sanremo                            |
| 13ª      | 1963 | 7 - 9 febbraio           | 3      | 21           | 20           | Non presenti   | Mike Bongiorno        | Mike Bongiorno        | Mike Bongiorno        | Mike Bongiorno        | Gianni Ravera                                    | Casinò di Sanremo                            |
| 14ª      | 1964 | 30 gennaio - 1º febbraio | 3      | 40           | 24           | Non presenti   | Mike Bongiorno        | Mike Bongiorno        | Mike Bongiorno        | Mike Bongiorno        | Gianni Ravera                                    | Casinò di Sanremo                            |
| 15ª      | 1965 | 28 - 30 gennaio          | 3      | 43           | 24           | Non presenti   | Mike Bongiorno        | Mike Bongiorno        | Mike Bongiorno        | Mike Bongiorno        | Gianni Ravera                                    | Casinò di Sanremo                            |
| 16ª      | 1966 | 27 - 29 gennaio          | 3      | 47           | 26           | Non presenti   | Mike Bongiorno        | Mike Bongiorno        | Mike Bongiorno        | Mike Bongiorno        | Gianni Ravera                                    | Casinò di Sanremo                            |
| 17ª      | 1967 | 26 - 28 gennaio          | 3      | 58           | 30           | Non presenti   | Mike Bongiorno        | Mike Bongiorno        | Mike Bongiorno        | Mike Bongiorno        | Gianni Ravera                                    | Casinò di Sanremo                            |
| 18ª      | 1968 | 1º - 3 febbraio          | 3      | 48           | 24           | Non presenti   | Pippo Baudo           | Pippo Baudo           | Pippo Baudo           | Pippo Baudo           | Gianni Ravera                                    | Casinò di Sanremo                            |
| 19ª      | 1969 | 30 gennaio - 1º febbraio | 3      | 48           | 24           | Non presenti   | Nuccio Costa          | Nuccio Costa          | Nuccio Costa          | Nuccio Costa          | Ezio Radaelli                                    | Casinò di Sanremo                            |
| 20ª      | 1970 | 26 - 28 febbraio         | 3      | 52           | 26           | Non presenti   | Nuccio Costa          | Nuccio Costa          | Nuccio Costa          | Nuccio Costa          | Gianni Ravera ed Ezio Radaelli                   | Casinò di Sanremo                            |
| 21ª      | 1971 | 25 - 27 febbraio         | 3      | 48           | 24           | Non presenti   | Carlo Giuffré         | Carlo Giuffré         | Elsa Martinelli       | Elsa Martinelli       | Gianni Ravera ed Ezio Radaelli                   | Casinò di Sanremo                            |
| 22ª      | 1972 | 24 - 26 febbraio         | 3      | 28           | 28           | Non presenti   | Mike Bongiorno        | Mike Bongiorno        | Mike Bongiorno        | Mike Bongiorno        | Elio Gigante                                     | Casinò di Sanremo                            |
| 23ª      | 1973 | 8 - 10 marzo             | 3      | 30           | 30           | Non presenti   | Mike Bongiorno        | Mike Bongiorno        | Mike Bongiorno        | Mike Bongiorno        | Vittorio Salvetti                                | Casinò di Sanremo                            |
| 24ª      | 1974 | 7 - 9 marzo              | 3      | 28           | 28           | Non presenti   | Corrado               | Corrado               | Corrado               | Corrado               | Gianni Ravera, Vittorio Salvetti ed Elio Gigante | Casinò di Sanremo                            |
| 25ª      | 1975 | 27 febbraio - 1º marzo   | 3      | 30           | 30           | Non presenti   | Mike Bongiorno        | Mike Bongiorno        | Mike Bongiorno        | Mike Bongiorno        | Bruno Pallesi                                    | Casinò di Sanremo                            |
| 26ª      | 1976 | 19 - 21 febbraio         | 3      | 30           | 30           | Non presenti   | Giancarlo Guardabassi | Giancarlo Guardabassi | Giancarlo Guardabassi | Giancarlo Guardabassi | Vittorio Salvetti                                | Casinò di Sanremo                            |
| 27ª      | 1977 | 3 - 5 marzo              | 3      | 12           | 12           | Non presenti   | Mike Bongiorno        | Mike Bongiorno        | Mike Bongiorno        | Mike Bongiorno        | Vittorio Salvetti                                | Teatro Ariston di Sanremo                    |
| 28ª      | 1978 | 26 - 28 gennaio          | 3      | 14           | 14           | Non presenti   | Maria Giovanna Elmi   | Maria Giovanna Elmi   | Maria Giovanna Elmi   | Maria Giovanna Elmi   | Vittorio Salvetti                                | Teatro Ariston di Sanremo                    |
| 29ª      | 1979 | 11 - 13 gennaio          | 3      | 22           | 22           | Non presenti   | Mike Bongiorno        | Mike Bongiorno        | Mike Bongiorno        | Mike Bongiorno        | Gianni Ravera                                    | Teatro Ariston di Sanremo                    |
| 30ª      | 1980 | 7 - 9 febbraio           | 3      | 30           | 30           | Non presenti   | Claudio Cecchetto     | Claudio Cecchetto     | Claudio Cecchetto     | Claudio Cecchetto     | Gianni Ravera                                    | Teatro Ariston di Sanremo                    |
| 31ª      | 1981 | 5 - 7 febbraio           | 3      | 28           | 28           | Non presenti   | Claudio Cecchetto     | Claudio Cecchetto     | Claudio Cecchetto     | Claudio Cecchetto     | Gianni Ravera                                    | Teatro Ariston di Sanremo                    |
| 32ª      | 1982 | 28 - 30 gennaio          | 3      | 30           | 30           | Non presenti   | Claudio Cecchetto     | Claudio Cecchetto     | Claudio Cecchetto     | Claudio Cecchetto     | Gianni Ravera                                    | Teatro Ariston di Sanremo                    |
| 33ª      | 1983 | 3 - 5 febbraio           | 3      | 36           | 36           | Non presenti   | Andrea Giordana       | Andrea Giordana       | Andrea Giordana       | Andrea Giordana       | Gianni Ravera                                    | Teatro Ariston di Sanremo                    |
| 34ª      | 1984 | 2 - 4 febbraio           | 3      | 20           | 20           | 16             | Pippo Baudo           | Pippo Baudo           | Pippo Baudo           | Pippo Baudo           | Gianni Ravera                                    | Teatro Ariston di Sanremo                    |
| 35ª      | 1985 | 7 - 9 febbraio           | 3      | 22           | 22           | 16             | Pippo Baudo           | Pippo Baudo           | Pippo Baudo           | Pippo Baudo           | Gianni Ravera                                    | Teatro Ariston di Sanremo                    |
| 36ª      | 1986 | 13 - 15 febbraio         | 3      | 22           | 22           | 14             | Loretta Goggi         | Loretta Goggi         | Loretta Goggi         | Loretta Goggi         | Gianni Ravera                                    | Teatro Ariston di Sanremo                    |
| 37ª      | 1987 | 4 - 7 febbraio           | 4      | 24           | 24           | 16             | Pippo Baudo           | Pippo Baudo           | Pippo Baudo           | Pippo Baudo           | Marco Ravera                                     | Teatro Ariston di Sanremo                    |
| 38ª      | 1988 | 24 - 27 febbraio         | 4      | 26           | 26           | 16             | Miguel Bosé           | Miguel Bosé           | Gabriella Carlucci    | Gabriella Carlucci    | Marco Ravera                                     | Teatro Ariston di Sanremo                    |
| 39ª      | 1989 | 21 - 25 febbraio         | 5      | 24           | 24           | 24             | Rosita Celentano      | Paola Dominguín       | Danny Quinn           | Gianmarco Tognazzi    | Adriano Aragozzini                               | Teatro Ariston di Sanremo                    |
| 40ª      | 1990 | 28 febbraio - 3 marzo    | 4      | 20           | 20           | 16             | Johnny Dorelli        | Johnny Dorelli        | Gabriella Carlucci    | Gabriella Carlucci    | Adriano Aragozzini                               | Nuovo Mercato dei fiori di Bussana (Sanremo) |
| 41ª      | 1991 | 27 febbraio - 2 marzo    | 4      | 20           | 20           | 16             | Andrea Occhipinti     | Andrea Occhipinti     | Edwige Fenech         | Edwige Fenech         | Adriano Aragozzini                               | Teatro Ariston di Sanremo                    |
| 42ª      | 1992 | 26 - 29 febbraio         | 4      | 24           | 24           | 18             | Pippo Baudo           | Pippo Baudo           | Pippo Baudo           | Pippo Baudo           | Adriano Aragozzini                               | Teatro Ariston di Sanremo                    |
| 43ª      | 1993 | 23 - 27 febbraio         | 4      | 24           | 24           | 18             | Pippo Baudo           | Pippo Baudo           | Lorella Cuccarini     | Lorella Cuccarini     | Adriano Aragozzini                               | Teatro Ariston di Sanremo                    |
| 44ª      | 1994 | 23 - 26 febbraio         | 4      | 20           | 20           | 18             | Pippo Baudo           | Pippo Baudo           | Pippo Baudo           | Pippo Baudo           | Pippo Baudo                                      | Teatro Ariston di Sanremo                    |
| 45ª      | 1995 | 21 - 25 febbraio         | 5      | 23           | 23           | 16             | Pippo Baudo           | Pippo Baudo           | Pippo Baudo           | Pippo Baudo           | Pippo Baudo                                      | Teatro Ariston di Sanremo                    |
| 46ª      | 1996 | 20 - 24 febbraio         | 5      | 23           | 23           | 14             | Pippo Baudo           | Pippo Baudo           | Pippo Baudo           | Pippo Baudo           | Pippo Baudo                                      | Teatro Ariston di Sanremo                    |
| 47ª      | 1997 | 18 - 22 febbraio         | 5      | 29           | 29           | 12             | Mike Bongiorno        | Mike Bongiorno        | Mike Bongiorno        | Mike Bongiorno        | Pino Donaggio, Giorgio Moroder e Carla Vistarini | Teatro Ariston di Sanremo                    |
| 48ª      | 1998 | 24 - 28 febbraio         | 5      | 17           | 17           | 14             | Raimondo Vianello     | Raimondo Vianello     | Raimondo Vianello     | Raimondo Vianello     | Mario Maffucci                                   | Teatro Ariston di Sanremo                    |
| 49ª      | 1999 | 23 - 27 febbraio         | 5      | 14           | 14           | 14             | Fabio Fazio           | Fabio Fazio           | Fabio Fazio           | Fabio Fazio           | Mario Maffucci                                   | Teatro Ariston di Sanremo                    |
| 50ª      | 2000 | 21 - 26 febbraio         | 5      | 16           | 16           | 18             | Fabio Fazio           | Fabio Fazio           | Fabio Fazio           | Fabio Fazio           | Mario Maffucci                                   | Teatro Ariston di Sanremo                    |
| 51ª      | 2001 | 26 febbraio - 3 marzo    | 5      | 16           | 16           | 16             | Raffaella Carrà       | Raffaella Carrà       | Raffaella Carrà       | Raffaella Carrà       | Mario Maffucci                                   | Teatro Ariston di Sanremo                    |
| 52ª      | 2002 | 5 - 9 marzo              | 5      | 20           | 20           | 16             | Pippo Baudo           | Pippo Baudo           | Pippo Baudo           | Pippo Baudo           | Pippo Baudo                                      | Teatro Ariston di Sanremo                    |
| 53ª      | 2003 | 4 - 8 marzo              | 5      | 20           | 20           | 16             | Pippo Baudo           | Pippo Baudo           | Pippo Baudo           | Pippo Baudo           | Pippo Baudo                                      | Teatro Ariston di Sanremo                    |
| 54ª      | 2004 | 2 - 6 marzo              | 5      | 22           | 22           | Non presenti   | Simona Ventura        | Simona Ventura        | Simona Ventura        | Simona Ventura        | Tony Renis                                       | Teatro Ariston di Sanremo                    |
| 55ª      | 2005 | 1º - 5 marzo             | 5      | 20           | 20           | 12             | Paolo Bonolis         | Paolo Bonolis         | Paolo Bonolis         | Paolo Bonolis         | Paolo Bonolis                                    | Teatro Ariston di Sanremo                    |
| 56ª      | 2006 | 27 febbraio - 4 marzo    | 5      | 18           | 18           | 12             | Giorgio Panariello    | Giorgio Panariello    | Giorgio Panariello    | Giorgio Panariello    | Giorgio Panariello                               | Teatro Ariston di Sanremo                    |
| 57ª      | 2007 | 27 febbraio - 3 marzo    | 5      | 20           | 20           | 14             | Pippo Baudo           | Pippo Baudo           | Michelle Hunziker     | Michelle Hunziker     | Pippo Baudo                                      | Teatro Ariston di Sanremo                    |
| 58ª      | 2008 | 25 febbraio - 1º marzo   | 5      | 20           | 20           | 14             | Pippo Baudo           | Pippo Baudo           | Piero Chiambretti     | Piero Chiambretti     | Pippo Baudo                                      | Teatro Ariston di Sanremo                    |
| 59ª      | 2009 | 17 - 21 febbraio         | 5      | 16           | 16           | 10             | Paolo Bonolis         | Paolo Bonolis         | Luca Laurenti         | Luca Laurenti         | Paolo Bonolis                                    | Teatro Ariston di Sanremo                    |
| 60ª      | 2010 | 16 - 20 febbraio         | 5      | 15           | 15           | 10             | Antonella Clerici     | Antonella Clerici     | Antonella Clerici     | Antonella Clerici     | Gianmarco Mazzi                                  | Teatro Ariston di Sanremo                    |
| 61ª      | 2011 | 15 - 19 febbraio         | 5      | 14           | 14           | 8              | Gianni Morandi        | Gianni Morandi        | Gianni Morandi        | Gianni Morandi        | Gianmarco Mazzi                                  | Teatro Ariston di Sanremo                    |
| 62ª      | 2012 | 14 - 18 febbraio         | 5      | 14           | 14           | 8              | Gianni Morandi        | Gianni Morandi        | Gianni Morandi        | Gianni Morandi        | Gianmarco Mazzi                                  | Teatro Ariston di Sanremo                    |
| 63ª      | 2013 | 12 - 16 febbraio         | 5      | 14           | 28           | 8              | Fabio Fazio           | Fabio Fazio           | Luciana Littizzetto   | Luciana Littizzetto   | Fabio Fazio                                      | Teatro Ariston di Sanremo                    |
| 64ª      | 2014 | 18 - 22 febbraio         | 5      | 14           | 28           | 8              | Fabio Fazio           | Fabio Fazio           | Luciana Littizzetto   | Luciana Littizzetto   | Fabio Fazio                                      | Teatro Ariston di Sanremo                    |
| 65ª      | 2015 | 10 - 14 febbraio         | 5      | 20           | 20           | 8              | Carlo Conti           | Carlo Conti           | Carlo Conti           | Carlo Conti           | Carlo Conti                                      | Teatro Ariston di Sanremo                    |
| 66ª      | 2016 | 9 - 13 febbraio          | 5      | 20           | 20           | 8              | Carlo Conti           | Carlo Conti           | Carlo Conti           | Carlo Conti           | Carlo Conti                                      | Teatro Ariston di Sanremo                    |
| 67ª      | 2017 | 7 - 11 febbraio          | 5      | 22           | 22           | 8              | Carlo Conti           | Carlo Conti           | Maria De Filippi      | Maria De Filippi      | Carlo Conti                                      | Teatro Ariston di Sanremo                    |
| 68ª      | 2018 | 6 - 10 febbraio          | 5      | 20           | 20           | 8              | Claudio Baglioni      | Claudio Baglioni      | Michelle Hunziker     | Pierfrancesco Favino  | Claudio Baglioni                                 | Teatro Ariston di Sanremo                    |
| 69ª      | 2019 | 5 - 9 febbraio           | 5      | 24           | 24           | Non presenti   | Claudio Baglioni      | Claudio Baglioni      | Claudio Bisio         | Virginia Raffaele     | Claudio Baglioni                                 | Teatro Ariston di Sanremo                    |
| 70ª      | 2020 | 4 - 8 febbraio           | 5      | 24           | 24           | 8              | Amadeus               | Amadeus               | Fiorello              | Fiorello              | Amadeus                                          | Teatro Ariston di Sanremo                    |
| 71ª      | 2021 | 2 - 6 marzo              | 5      | 26           | 26           | 8              | Amadeus               | Amadeus               | Fiorello              | Fiorello              | Amadeus                                          | Teatro Ariston di Sanremo                    |
| 72ª      | 2022 | 1º - 5 febbraio          | 5      | 25           | 25           | Non presenti   | Amadeus               | Amadeus               | Amadeus               | Amadeus               | Amadeus                                          | Teatro Ariston di Sanremo                    |
| 73ª      | 2023 | 7 - 11 febbraio          | 5      | 28           | 28           | Non presenti   | Amadeus               | Amadeus               | Gianni Morandi        | Gianni Morandi        | Amadeus                                          | Teatro Ariston di Sanremo                    |
| 74ª      | 2024 | 6 - 10 febbraio          | 5      | 30           | 30           | Non presenti   | Amadeus               | Amadeus               | Amadeus               | Amadeus               | Amadeus                                          | Teatro Ariston di Sanremo                    |
| 75ª      | 2025 | 11 - 15 febbraio         | 5      | 29           | 29           | 4              | Carlo Conti           | Carlo Conti           | Carlo Conti           | Carlo Conti           | Carlo Conti                                      | Teatro Ariston di Sanremo                    |

## Conduzione
Il Festival ha avuto quasi sempre un presentatore o una presentatrice principale, di volta in volta affiancato/a da vallette o spalle; in alcuni casi, e sempre più di frequente con l'avanzare del tempo, si è trattato di vere e proprie co-conduzioni.
Pippo Baudo ha il primato assoluto di conduzioni del Festival, in quanto lo ha presentato per tredici volte, seguito da Mike Bongiorno che ha condotto undici edizioni. Nunzio Filogamo e Amadeus ne hanno presentate cinque, Fabio Fazio e Carlo Conti quattro, Claudio Cecchetto, Piero Chiambretti, Gianni Morandi e Fiorello tre e, infine, Antonella Clerici, Paolo Bonolis, Nuccio Costa e Claudio Baglioni hanno condotto due edizioni a testa.
Sono solo quattro invece le donne ad aver condotto il Festival come presentatrici principali: la prima fu Loretta Goggi, che presentò l'edizione del 1986. Seguirono Raffaella Carrà nel 2001, Simona Ventura nel 2004 e Antonella Clerici nel 2010.
Va specificato però che la prima conduzione al femminile avvenne per il Festival del 1961 ad opera di Lilli Lembo e Giuliana Calandra, quest'ultima sostituita per la serata finale da Alberto Lionello. Nell'edizione del 1973 Gabriella Farinon condusse le prime due serate da sola (seppur trasmesse solo in radio), affiancando Mike Bongiorno nella serata finale, trasmessa in TV. Stesso copione si vide anche nell'edizione del 1977: Maria Giovanna Elmi condusse le prime due serate da sola (trasmesse solo in radio), mentre nella serata finale, trasmessa in TV, affiancò Mike Bongiorno. Nell'edizione successiva, pur essendo accreditata nei titoli di testa come unica conduttrice, la Elmi si limitò a svolgere un ruolo simile a quello dell'annunciatrice, aprendo tutte le serate con una presentazione generale della manifestazione e del regolamento nonché a introdurre le esibizioni degli ospiti stranieri. Di fatto, però, la maggior parte di quel Festival fu presentata dallo stesso patron Vittorio Salvetti, il quale annunciò i vari cantanti in gara e comunicò la totalità dei risultati delle giurie preposte alle votazioni.
La Goggi quindi, sebbene fosse coadiuvata dai tre VJ di Discoring Anna Pettinelli, Mauro Micheloni e Sergio Mancinelli, è stata di fatto la prima donna ad aver condotto singolarmente il Festival di Sanremo.
Per quanto riguarda le co-conduzioni, Gabriella Farinon e Fiorello detengono il primato assoluto in tal senso, in quanto hanno co-condotto il Festival in tre occasioni. Antonella Clerici ha il primato assoluto tra le conduttrici donne con 4 edizioni, con 3 co-conduzioni, da sola nel 2010 e 1 da inviata nel 1994. Seguono Michelle Hunziker, Virginia Raffaele, Gabriella Carlucci, Luciana Littizzetto, Maria Teresa Ruta, Maria Giovanna Elmi, Anna Pettinelli, Maria De Filippi, Tiziana Pini, Sabrina Ferilli e Lorella Cuccarini, che hanno co-condotto la kermesse per due volte.
Quindici artisti, ovvero Nilla Pizzi, Johnny Dorelli, Gianni Morandi, Loretta Goggi, Anna Oxa, Lorella Cuccarini, Arisa, Emma, Fiorello, Sabrina Salerno, Elodie, Marco Mengoni, Giorgia, Mahmood ed Elettra Lamborghini hanno partecipato al Festival sia nelle vesti di presentatore sia in quelle di cantante in gara; nove di loro (Pizzi, Dorelli, Morandi, Oxa, Arisa, Marrone, Mengoni, Giorgia e Mahmood) ne sono risultati anche vincitori.
| Anno | Conduzione                                                          | Co-conduzione |
| ---- | ------------------------------------------------------------------- | --- |
| 1951 | Nunzio Filogamo                                                     | Nunzio Filogamo |
| 1952 | Nunzio Filogamo                                                     | Nunzio Filogamo |
| 1953 | Nunzio Filogamo                                                     | Nunzio Filogamo |
| 1954 | Nunzio Filogamo                                                     | Nunzio Filogamo |
| 1955 | Armando Pizzo                                                       | Maria Teresa Ruta |
| 1956 | Fausto Tommei                                                       | Maria Teresa Ruta |
| 1957 | Nunzio Filogamo                                                     | Marisa Allasio, Fiorella Mari e con Nicoletta Orsomando |
| 1958 | Gianni Agus                                                         | Fulvia Colombo |
| 1959 | Enzo Tortora                                                        | Adriana Serra |
| 1960 | Paolo Ferrari ed Enza Sampò                                         | Paolo Ferrari ed Enza Sampò |
| 1961 | Lilli Lembo e Giuliana Calandra Alberto Lionello (4ª serata)        | Lilli Lembo e Giuliana Calandra Alberto Lionello (4ª serata) |
| 1962 | Renato Tagliani                                                     | Laura Efrikian e Vicky Ludovisi |
| 1963 | Mike Bongiorno                                                      | Rossana Armani, Edy Campagnoli, Giuliana Copreni e Maria Giovannini |
| 1964 | Mike Bongiorno                                                      | Giuliana Lojodice |
| 1965 | Mike Bongiorno                                                      | Grazia Maria Spina |
| 1966 | Mike Bongiorno                                                      | Paola Penni e Carla Maria Puccini |
| 1967 | Mike Bongiorno                                                      | Renata Mauro |
| 1968 | Pippo Baudo                                                         | Luisa Rivelli |
| 1969 | Nuccio Costa                                                        | Gabriella Farinon |
| 1970 | Nuccio Costa                                                        | Enrico Maria Salerno e Ira von Fürstenberg |
| 1971 | Carlo Giuffré ed Elsa Martinelli                                    | Carlo Giuffré ed Elsa Martinelli |
| 1972 | Mike Bongiorno                                                      | Sylva Koscina e Paolo Villaggio |
| 1973 | Mike Bongiorno                                                      | Gabriella Farinon |
| 1974 | Corrado                                                             | Gabriella Farinon |
| 1975 | Mike Bongiorno                                                      | Sabina Ciuffini |
| 1976 | Giancarlo Guardabassi                                               | Serena Albano e Maddalena Galliani (1ª serata), Stella Luna e Lorena Rosetta Nardulli (2ª serata), Tiziana Pini e Karla Strano Pavese (3ª serata) |
| 1977 | Mike Bongiorno                                                      | Maria Giovanna Elmi |
| 1978 | Maria Giovanna Elmi                                                 | Stefania Casini, Beppe Grillo e Vittorio Salvetti |
| 1979 | Mike Bongiorno                                                      | Anna Maria Rizzoli |
| 1980 | Claudio Cecchetto                                                   | Roberto Benigni e Olimpia Carlisi |
| 1981 | Claudio Cecchetto                                                   | Eleonora Vallone e Nilla Pizzi |
| 1982 | Claudio Cecchetto                                                   | Patrizia Rossetti |
| 1983 | Andrea Giordana                                                     | Isabel Russinova, Emanuela Falcetti e Anna Pettinelli |
| 1984 | Pippo Baudo                                                         | Edy Angelillo, Elisabetta Gardini, Iris Peynado e Tiziana Pini con Isabella Rocchietta e Viola Simoncioni |
| 1985 | Pippo Baudo                                                         | Patty Brard |
| 1986 | Loretta Goggi                                                       | Sergio Mancinelli, Mauro Micheloni e Anna Pettinelli |
| 1987 | Pippo Baudo                                                         | Carlo Massarini |
| 1988 | Miguel Bosé e Gabriella Carlucci                                    | Carlo Massarini |
| 1989 | Rosita Celentano, Paola Dominguín, Danny Quinn e Gianmarco Tognazzi | Kay Sandvick e Clare Ann Matz |
| 1990 | Johnny Dorelli e Gabriella Carlucci                                 | Johnny Dorelli e Gabriella Carlucci |
| 1991 | Andrea Occhipinti ed Edwige Fenech                                  | Andrea Occhipinti ed Edwige Fenech |
| 1992 | Pippo Baudo                                                         | Alba Parietti (1ª e 4ª serata), Brigitte Nielsen (2ª e 4ª serata), Milly Carlucci (3ª e 4ª serata) |
| 1993 | Pippo Baudo e Lorella Cuccarini                                     | Pippo Baudo e Lorella Cuccarini |
| 1994 | Pippo Baudo                                                         | Anna Oxa e Cannelle |
| 1995 | Pippo Baudo                                                         | Anna Falchi e Claudia Koll |
| 1996 | Pippo Baudo                                                         | Sabrina Ferilli e Valeria Mazza |
| 1997 | Mike Bongiorno                                                      | Piero Chiambretti e Valeria Marini |
| 1998 | Raimondo Vianello                                                   | Eva Herzigová e Veronica Pivetti |
| 1999 | Fabio Fazio                                                         | Laetitia Casta e Renato Dulbecco |
| 2000 | Fabio Fazio                                                         | Teo Teocoli, Luciano Pavarotti e Inés Sastre |
| 2001 | Raffaella Carrà                                                     | Megan Gale, Enrico Papi, Massimo Ceccherini e Piero Chiambretti |
| 2002 | Pippo Baudo                                                         | Manuela Arcuri e Vittoria Belvedere |
| 2003 | Pippo Baudo                                                         | Serena Autieri e Claudia Gerini |
| 2004 | Simona Ventura                                                      | Paola Cortellesi, Maurizio Crozza e Gene Gnocchi |
| 2005 | Paolo Bonolis                                                       | Antonella Clerici e Federica Felini |
| 2006 | Giorgio Panariello                                                  | Ilary Blasi e Victoria Cabello |
| 2007 | Pippo Baudo                                                         | Michelle Hunziker |
| 2008 | Pippo Baudo e Piero Chiambretti                                     | Bianca Guaccero e Andrea Osvárt |
| 2009 | Paolo Bonolis e Luca Laurenti                                       | Paul Sculfor e Alessia Piovan (1ª serata), Nir Lavi e Eleonora Abbagnato (2ª serata), Thyago Alves e Gabriella Pession (3ª serata), Ivan Olita (4ª serata), David Gandy e Maria De Filippi (5ª serata)                                                                |
| 2010 | Antonella Clerici                                                   | Antonella Clerici |
| 2011 | Gianni Morandi                                                      | Belén Rodríguez, Elisabetta Canalis, Luca e Paolo |
| 2012 | Gianni Morandi                                                      | Rocco Papaleo e Ivana Mrázová |
| 2013 | Fabio Fazio e Luciana Littizzetto                                   | Fabio Fazio e Luciana Littizzetto |
| 2014 | Fabio Fazio e Luciana Littizzetto                                   | Fabio Fazio e Luciana Littizzetto |
| 2015 | Carlo Conti                                                         | Arisa, Emma e Rocío Muñoz Morales |
| 2016 | Carlo Conti                                                         | Gabriel Garko, Virginia Raffaele e Mădălina Diana Ghenea |
| 2017 | Carlo Conti e Maria De Filippi                                      | Carlo Conti e Maria De Filippi |
| 2018 | Claudio Baglioni, Michelle Hunziker e Pierfrancesco Favino          | Claudio Baglioni, Michelle Hunziker e Pierfrancesco Favino |
| 2019 | Claudio Baglioni, Claudio Bisio e Virginia Raffaele                 | Claudio Baglioni, Claudio Bisio e Virginia Raffaele |
| 2020 | Amadeus e Fiorello                                                  | Diletta Leotta (1ª e 5ª serata), Rula Jebreal (1ª serata), Emma D'Aquino e Laura Chimenti (2ª serata), Sabrina Salerno (2ª e 5ª serata), Georgina Rodríguez e Alketa Vejsiu (3ª serata), Antonella Clerici (4ª serata), Francesca Sofia Novello (4ª e 5ª serata)      |
| 2021 | Amadeus e Fiorello                                                  | Matilda De Angelis (1ª serata), Elodie (2ª serata), Vittoria Ceretti (3ª serata), Beatrice Venezi e Barbara Palombelli (4ª serata) |
| 2022 | Amadeus                                                             | Ornella Muti (1ª serata), Lorena Cesarini (2ª serata), Drusilla Foer (3ª serata), Maria Chiara Giannetta (4ª serata) e Sabrina Ferilli (5ª serata) |
| 2023 | Amadeus e Gianni Morandi                                            | Chiara Ferragni (1ª e 5ª serata), Francesca Fagnani (2ª serata), Paola Egonu (3ª serata) e Chiara Francini (4ª serata) |
| 2024 | Amadeus                                                             | Marco Mengoni (1ª serata), Giorgia (2ª serata), Teresa Mannino (3ª serata), Lorella Cuccarini (4ª serata) e Fiorello (5ª serata) |
| 2025 | Carlo Conti                                                         | Antonella Clerici e Gerry Scotti (1ª serata), Bianca Balti, Cristiano Malgioglio e Nino Frassica (2ª serata), Miriam Leone, Elettra Lamborghini e Katia Follesa (3ª serata), Mahmood e Geppi Cucciari (4ª serata), Alessia Marcuzzi e Alessandro Cattelan (5ª serata) |

## Ascolti
La prima edizione del Festival i cui ascolti furono rilevati dall'Auditel (entrato in funzione il 7 dicembre 1986) fu quella del 1987.
Fonte: dati Auditel
| Edizione | Anno | Telespettatori | Telespettatori | Telespettatori | Telespettatori | Telespettatori | Telespettatori | Share  | Share  | Share  | Share  | Share       | Share  |
| Edizione | Anno | I              | II             | III            | IV             | V              | Media          | I      | II     | III    | IV     | V           | Media  |
| -------- | ---- | -------------- | -------------- | -------------- | -------------- | -------------- | -------------- | ------ | ------ | ------ | ------ | ----------- | ------ |
| 37ª      | 1987 | 17 500 000     | 14 800 000     | 13 200 000     | 18 300 000     | Non in onda    | 15 950 000     | 66,3%  | 64,4%  | 67,5%  | 77,5%  | Non in onda | 68,93% |
| 38ª      | 1988 | 15 500 000     | 13 000 000     | 13 900 000     | 15 200 000     | Non in onda    | 14 400 000     | 69,5%  | 58,24% | 54,69% | 71,01% | Non in onda | 63,36% |
| 39ª      | 1989 | 17 000 000     | 17 000 000     | 12 300 000     | 12 800 000     | 15 900 000     | 15 000 000     | 65,68% | 65,14% | 61,51% | 62,93% | 75,43%      | 66,14% |
| 40ª      | 1990 | 13 639 000     | 16 926 000     | 12 357 000     | 14 341 000     | Non in onda    | 14 316 000     | 53,71% | 60,97% | 64,59% | 76,26% | Non in onda | 63,88% |
| 41ª      | 1991 | 15 023 000     | 12 550 000     | 9 837 000      | 11 156 000     | Non in onda    | 12 142 000     | 54,63% | 47,56% | 46,85% | 60,11% | Non in onda | 52,29% |
| 42ª      | 1992 | 16 614 000     | 15 527 000     | 14 593 000     | 14 575 000     | Non in onda    | 15 327 000     | 57,68% | 57,94% | 56,04% | 69,62% | Non in onda | 60,32% |
| 43ª      | 1993 | 14 736 000     | 13 998 000     | 14 427 000     | 16 786 000     | Non in onda    | 14 896 000     | 54,42% | 49,85% | 51,01% | 69,17% | Non in onda | 56,11% |
| 44ª      | 1994 | 13 400 000     | 11 300 000     | 12 700 000     | 13 100 000     | Non in onda    | 12 625 000     | 56,93% | 44,77% | 52,18% | 60,63% | Non in onda | 53,63% |
| 45ª      | 1995 | 15 602 000     | 18 389 000     | 15 825 000     | 16 804 000     | 17 601 000     | 16 845 000     | 65,14% | 65,42% | 60,47% | 65,81% | 75,22%      | 66,41% |
| 46ª      | 1996 | 11 268 000     | 12 981 000     | 12 557 000     | 13 003 000     | 13 862 000     | 12 734 000     | 53,31% | 48,13% | 46,95% | 53,94% | 62,86%      | 53,04% |
| 47ª      | 1997 | 13 140 000     | 13 626 000     | 13 997 000     | 13 382 000     | 15 562 000     | 13 941 000     | 58,74% | 52,36% | 55,55% | 55,63% | 68,29%      | 58,11% |
| 48ª      | 1998 | 11 083 000     | 12 788 000     | 13 006 000     | 12 742 000     | 15 067 000     | 12 937 000     | 54,47% | 46,54% | 48,27% | 49,6%  | 62,7%       | 52,32% |
| 49ª      | 1999 | 16 234 000     | 13 755 000     | 14 167 000     | 13 639 000     | 15 649 000     | 14 689 000     | 56,75% | 49,37% | 53,94% | 54,06% | 64,08%      | 55,64% |
| 50ª      | 2000 | 15 907 000     | 13 171 000     | 11 888 000     | 11 786 000     | 15 223 000     | 12 920 000     | 57,18% | 51,60% | 47,3%  | 49,82% | 65,45%      | 54,25% |
| 51ª      | 2001 | 12 160 000     | 10 298 000     | 10 145 000     | 10 010 000     | 12 998 000     | 10 989 000     | 51,98% | 43,85% | 44,39% | 43,01% | 57,25%      | 48,10% |
| 52ª      | 2002 | 12 461 000     | 10 397 000     | 10 382 000     | 9 758 000      | 13 397 000     | 11 279 000     | 56,22% | 47,23% | 48,56% | 50,34% | 62,66%      | 53,00% |
| 53ª      | 2003 | 9 118 000      | 8 795 000      | 8 175 000      | 7 673 000      | 9 828 000      | 8 718 000      | 42,55% | 41,16% | 37,19% | 39,24% | 54,12%      | 42,85% |
| 54ª      | 2004 | 10 104 000     | 8 402 000      | 6 961 000      | 9 742 000      | 9 527 000      | 8 893 000      | 42,48% | 33,74% | 29,28% | 40,69% | 48,57%      | 38,95% |
| 55ª      | 2005 | 12 218 000     | 11 185 000     | 11 560 000     | 10 387 000     | 13 606 000     | 11 791 000     | 54,78% | 52,8%  | 51,05% | 50,18% | 55,08%      | 52,78% |
| 56ª      | 2006 | 9 141 000      | 8 235 000      | 6 234 000      | 8 267 000      | 9 523 000      | 8 280 000      | 44,45% | 37,33% | 33,49% | 36,74% | 48,23%      | 40,05% |
| 57ª      | 2007 | 9 606 000      | 8 974 000      | 8 942 000      | 8 682 000      | 12 309 000     | 9 703 000      | 45,44% | 47,05% | 43,58% | 47,18% | 55,32%      | 47,71% |
| 58ª      | 2008 | 7 680 000      | 6 500 000      | 6 152 000      | 5 305 000      | 8 284 000      | 6 768 000      | 36,46% | 32,33% | 32,2%  | 32,28% | 44,9%       | 35,63% |
| 59ª      | 2009 | 10 114 000     | 9 856 000      | 9 238 000      | 10 219 000     | 12 309 000     | 10 347 000     | 47,93% | 42,64% | 47,16% | 47,47% | 54,25%      | 47,89% |
| 60ª      | 2010 | 10 718 000     | 10 163 000     | 10 005 000     | 11 274 000     | 12 462 000     | 10 924 000     | 45,29% | 43,88% | 46,02% | 50,74% | 53,21%      | 47,83% |
| 61ª      | 2011 | 11 992 000     | 10 145 000     | 12 363 000     | 10 617 000     | 12 136 000     | 11 451 000     | 46,32% | 42,67% | 50,89% | 46,91% | 52,12%      | 47,78% |
| 62ª      | 2012 | 12 762 000     | 9 199 000      | 10 540 000     | 9 931 000      | 13 287 000     | 11 144 000     | 49,69% | 39,26% | 47,76% | 41,91% | 57,43%      | 47,22% |
| 63ª      | 2013 | 12 969 000     | 11 330 000     | 10 700 000     | 11 538 000     | 12 997 000     | 11 907 000     | 48,3%  | 42,9%  | 42,5%  | 48,17% | 53,8%       | 47,13% |
| 64ª      | 2014 | 10 938 000     | 7 711 000      | 7 673 000      | 8 188 000      | 9 348 000      | 8 772 000      | 45,93% | 33,95% | 34,94% | 37,97% | 43,51%      | 39,26% |
| 65ª      | 2015 | 11 767 000     | 10 091 000     | 10 586 000     | 9 857 000      | 11 843 000     | 10 829 000     | 49,63% | 41,7%  | 49,51% | 47,82% | 54,21%      | 48,57% |
| 66ª      | 2016 | 11 134 000     | 10 748 000     | 10 462 000     | 10 164 000     | 11 222 000     | 10 746 000     | 49,48% | 49,91% | 47,88% | 47,81% | 52,52%      | 49,52% |
| 67ª      | 2017 | 11 374 000     | 10 367 000     | 10 420 000     | 9 886 000      | 12 022 000     | 10 814 000     | 50,37% | 46,6%  | 49,7%  | 47,05% | 58,4%       | 50,42% |
| 68ª      | 2018 | 11 603 000     | 9 687 000      | 10 825 000     | 10 108 000     | 12 125 000     | 10 869 000     | 52,1%  | 47,7%  | 51,6%  | 51,1%  | 58,3%       | 52,16% |
| 69ª      | 2019 | 10 086 000     | 9 144 000      | 9 409 000      | 9 552 000      | 10 622 000     | 9 763 000      | 49,5%  | 47,3%  | 46,7%  | 46,1%  | 56,5%       | 49,22% |
| 70ª      | 2020 | 10 058 000     | 9 693 000      | 9 836 000      | 9 504 000      | 11 477 000     | 10 114 000     | 52,2%  | 53,3%  | 54,5%  | 53,3%  | 60,6%       | 54,78% |
| 71ª      | 2021 | 8 363 000      | 7 586 000      | 7 653 000      | 8 014 000      | 10 715 000     | 8 466 000      | 46,6%  | 42,1%  | 44,3%  | 44,7%  | 53,5%       | 46,24% |
| 72ª      | 2022 | 10 911 000     | 11 320 000     | 9 360 000      | 11 378 000     | 13 380 000     | 11 270 000     | 54,7%  | 55,8%  | 54,1%  | 60,5%  | 64,9%       | 58,00% |
| 73ª      | 2023 | 10 757 000     | 10 545 000     | 9 240 000      | 11 121 000     | 12 256 000     | 10 784 000     | 62,4%  | 62,3%  | 57,6%  | 66,5%  | 66%         | 62,96% |
| 74ª      | 2024 | 10 561 000     | 10 361 000     | 10 001 000     | 11 893 000     | 14 301 000     | 11 423 000     | 65,1%  | 60,1%  | 60,1%  | 67,8%  | 74,1%       | 65,44% |
| 75ª      | 2025 | 12 218 000     | 11 410 000     | 10 404 000     | 13 187 000     | 13 016 000     | 12 047 000     | 65,0%  | 64,1%  | 59,7%  | 70,4%  | 72,7%       | 66,38% |

### Telespettatori
TelespettatoriEdizione6 Mln8 Mln10 Mln12 Mln14 Mln16 Mln18 Mln20 Mln304050607080Media telespettatoriTelespettatori prima puntataTelespettatori finaleTelespettatori per edizione del Festival di Sanremo

### Ascolti
ShareEdizione304050607080304050607080Share medioShare prima puntataShare finaleShare per edizione del Festival di Sanremo

## Personale artistico e tecnico
| Anno | Direzione musicale     | Scenografia                           | Regia                          | Fotografia            |
| ---- | ---------------------- | ------------------------------------- | ------------------------------ | --------------------- |
| 1977 | N.D.                   | Milos Anelli Monti                    | Antonio Moretti                | N.D.                  |
| 1978 | N.D.                   | Rino Ceriolo                          | Antonio Moretti                | N.D.                  |
| 1979 | N.D.                   | Gianfranco Ramacci                    | Antonio Moretti                | N.D.                  |
| 1980 | Orchestra non presente | Gianfranco Ramacci                    | Antonio Moretti                | N.D.                  |
| 1981 | Orchestra non presente | Enzo Somigli                          | Antonio Moretti                | N.D.                  |
| 1982 | Orchestra non presente | Enzo Somigli                          | Antonio Moretti                | N.D.                  |
| 1983 | Orchestra non presente | Enzo Somigli                          | Antonio Moretti                | N.D.                  |
| 1984 | Orchestra non presente | Enzo Somigli                          | Antonio Moretti                | N.D.                  |
| 1985 | Orchestra non presente | Luigi dall'Aglio                      | Antonio Moretti                | N.D.                  |
| 1986 | Orchestra non presente | Enzo Somigli                          | Antonio Moretti                | N.D.                  |
| 1987 | Orchestra non presente | Gaetano Castelli                      | Antonio Moretti                | N.D.                  |
| 1988 | Orchestra non presente | Gaetano Castelli                      | Antonio Moretti                | N.D.                  |
| 1989 | Orchestra non presente | Carlo Cesarini da Senigallia          | Antonio Moretti e Adolfo Lippi | N.D.                  |
| 1990 | N.D.                   | Uberto Bertacca                       | Antonio Moretti                | N.D.                  |
| 1991 | N.D.                   | Uberto Bertacca                       | Luigi Martelli                 | N.D.                  |
| 1992 | N.D.                   | Gaetano Castelli                      | Luigi Martelli                 | Franco Angelo Ferrari |
| 1993 | Bruno Canfora          | Gaetano Castelli                      | Luigi Martelli                 | Franco Angelo Ferrari |
| 1994 | Pippo Caruso           | Gaetano Castelli                      | Luigi Martelli                 | Franco Angelo Ferrari |
| 1995 | Pippo Caruso           | Gaetano Castelli                      | Luigi Martelli                 | Franco Angelo Ferrari |
| 1996 | Pippo Caruso           | Gaetano Castelli                      | Gino Landi                     | N.D.                  |
| 1997 | Gianfranco Lombardi    | Armando Nobili                        | Luigi Martelli                 | Franco Angelo Ferrari |
| 1998 | Gianfranco Lombardi    | Armando Nobili                        | Simonetta Tavanti              | N.D.                  |
| 1999 | Gianfranco Lombardi    | Armando Nobili                        | Paolo Beldì                    | N.D.                  |
| 2000 | Gianfranco Lombardi    | Armando Nobili                        | Paolo Beldì                    | Franco Angelo Ferrari |
| 2001 | Gianfranco Lombardi    | Mario Catalano                        | Sergio Japino                  | Franco Proto          |
| 2002 | Pippo Caruso           | Gaetano Castelli                      | Gino Landi                     | Pino Quini            |
| 2003 | Pippo Caruso           | Gaetano Castelli                      | Gino Landi                     | N.D.                  |
| 2004 | Leonardo De Amicis     | Gaetano Castelli                      | Stefano Vicario                | N.D.                  |
| 2005 | Renato Serio           | Gaetano Castelli                      | Stefano Vicario                | N.D.                  |
| 2006 | Renato Serio           | Dante Ferretti e Francesca Lo Schiavo | Paolo Beldì                    | N.D.                  |
| 2007 | Pippo Caruso           | Gaetano Castelli                      | Gino Landi                     | N.D.                  |
| 2008 | Pippo Caruso           | Gaetano Castelli                      | Gino Landi                     | Ivan Pierri           |
| 2009 | Bruno Santori          | Gaetano Castelli                      | Stefano Vicario                | N.D.                  |
| 2010 | Marco Sabiu            | Gaetano e Maria Chiara Castelli       | Duccio Forzano                 | N.D.                  |
| 2011 | Marco Sabiu            | Gaetano e Maria Chiara Castelli       | Duccio Forzano                 | N.D.                  |
| 2012 | Marco Sabiu            | Gaetano e Maria Chiara Castelli       | Stefano Vicario                | N.D.                  |
| 2013 | Mauro Pagani           | Francesca Montinaro                   | Duccio Forzano                 | N.D.                  |
| 2014 | Mauro Pagani           | Emanuela Trixie Zitkowsky             | Duccio Forzano                 | Marco Lucarelli       |
| 2015 | Pinuccio Pirazzoli     | Riccardo Bocchini                     | Maurizio Pagnussat             | Marco Lucarelli       |
| 2016 | Pinuccio Pirazzoli     | Riccardo Bocchini                     | Maurizio Pagnussat             | Marco Lucarelli       |
| 2017 | Pinuccio Pirazzoli     | Riccardo Bocchini                     | Maurizio Pagnussat             | Mario Catapano        |
| 2018 | Geoff Westley          | Emanuela Trixie Zitkowsky             | Duccio Forzano                 | Mario Catapano        |
| 2019 | Geoff Westley          | Francesca Montinaro                   | Duccio Forzano                 | Mario Catapano        |
| 2020 | Leonardo De Amicis     | Gaetano Castelli                      | Stefano Vicario                | Mario Catapano        |
| 2021 | Leonardo De Amicis     | Gaetano e Maria Chiara Castelli       | Stefano Vicario                | Mario Catapano        |
| 2022 | Leonardo De Amicis     | Gaetano e Maria Chiara Castelli       | Stefano Vicario                | Mario Catapano        |
| 2023 | Leonardo De Amicis     | Gaetano e Maria Chiara Castelli       | Stefano Vicario                | Mario Catapano        |
| 2024 | Leonardo De Amicis     | Gaetano e Maria Chiara Castelli       | Stefano Vicario                | Mario Catapano        |
| 2025 | Pinuccio Pirazzoli     | Riccardo Bocchini                     | Maurizio Pagnussat             | Mario Catapano        |

## Sanremo e la canzone italiana

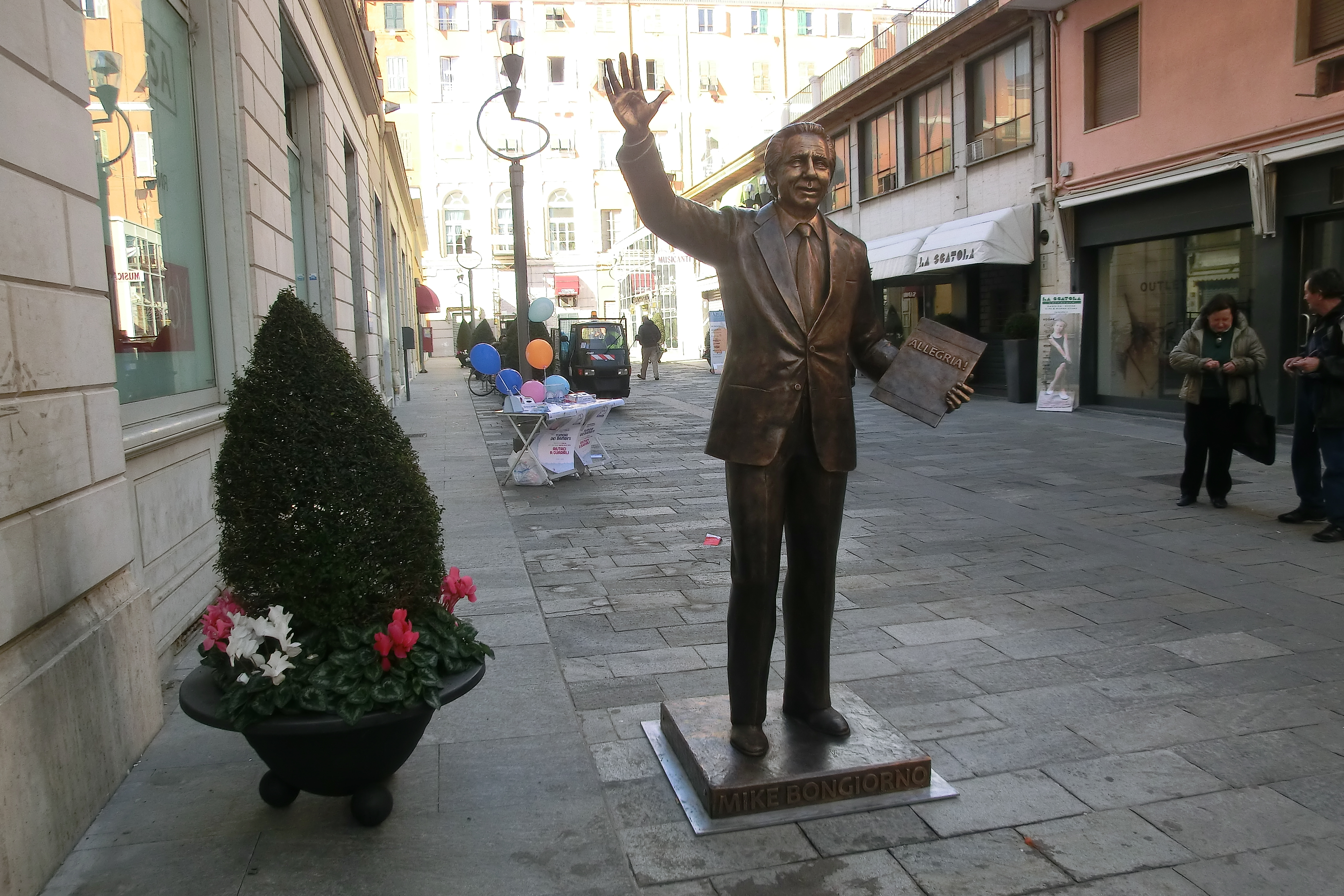
Statua di Mike Bongiorno inaugurata a Sanremo il 15 febbraio 2013 nel corso della quarta serata dai conduttori Fabio Fazio e Luciana Littizzetto

La manifestazione canora deve la sua nascita, la sua longevità e anche il suo successo internazionale al filone tradizionale delle canzoni melodiche ispirate alle arie del melodramma, il cui stile, pur conoscendo una serie di evoluzioni, ha mantenuto i propri tratti distintivi fino ai giorni nostri, finendo col riconoscersi in essa.
Lo stesso impiego dell'orchestra nelle esibizioni sul palco (che è mancato soltanto negli anni ottanta) ha probabilmente permesso che sopravvivesse questo genere di canzoni con ampio dispiego di strumenti ad arco, melodie classicheggianti, una struttura standard della forma-canzone e un lessico passionale riconducibile alle frasi d'amore, che al Festival di Sanremo hanno trovato terreno fertile, fino a coniare il termine "sanremese" e assegnare questa discutibile etichetta anche ad alcuni artisti che hanno preso parte a più edizioni, come se costoro potessero ottenere un certo successo soltanto tramite questa vetrina mediatica o da questa ottenere un certo potere d'acquisto in rapporto alla propria casa discografica.
Sinonimo di qualità è stato, per molti critici del settore, il proporre a Sanremo proprio canzoni lontane da questo "cliché sanremese", restando fedeli al proprio stile; per contro molti artisti, pur possedendo una cifra artistica differente, hanno preferito presentare canzoni in sintonia con la manifestazione, in modo da attirare i consensi di un pubblico più vasto a discapito della propria coerenza artistica. Per altri ancora è bastato partecipare per farsi guardare in modo sospetto da parte del pubblico e della critica, i quali si sono quindi chiesti a cosa fosse dovuto ciò che per alcuni artisti avrebbe rappresentato un dover scendere a compromessi con il mercato. Da un altro punto di vista, la presenza di alcuni artisti di spicco non ha fatto che nobilitare la stessa gara canora: ne sono l'esempio più significativo i numerosi interpreti internazionali che negli anni sessanta hanno accettato l'invito a prendervi parte.
Diversi generi musicali hanno trovato posto nella kermesse sanremese nel corso degli anni, essendo questa una vetrina utile alle major discografiche per promuovere i propri artisti di fronte a una fetta considerevole di pubblico, includendo anche quelle fasce giovanili che non si specchiano necessariamente nel genere melodico tout court. Sanremo ha infatti attraversato, anche se in modo parziale, la stagione beat degli anni sessanta e accolto alcuni esponenti della stagione aurea dei cantautori anni settanta, nonostante il disinteresse di molti altri, offrendo il polso della situazione sulle nuove istanze musicali. Negli ultimi anni è quindi in atto un'attenzione precipua delle major e delle rispettive direzioni artistiche per porre l'accento sulle nuove tendenze al di là della categoria "Nuove Proposte", che non è sempre stata apportatrice di idee innovative quanto soltanto di nuovi interpreti. Ecco quindi che, per vari esponenti dei generi rock e indie, partecipare a Sanremo ha coinciso con l'inizio delle proprie fortunate carriere o di una loro maggiore popolarità.
Per contro, si può affermare che il Festival non è esaustivo dell'intero panorama musicale italiano, che conosce infinite realtà e artisti.

## Sanremo e le giurie
La selezione della canzone vincitrice al Festival di Sanremo è stata ottenuta attraverso diverse modalità nel corso del tempo: in alcuni periodi tramite delle giurie in loco o di qualità, altre volte tramite giurie popolari/demoscopiche, altre volte ancora mediante il voto diretto del popolo italiano e a volte attraverso una combinazione di tali metodi.

### Modalità di votazione

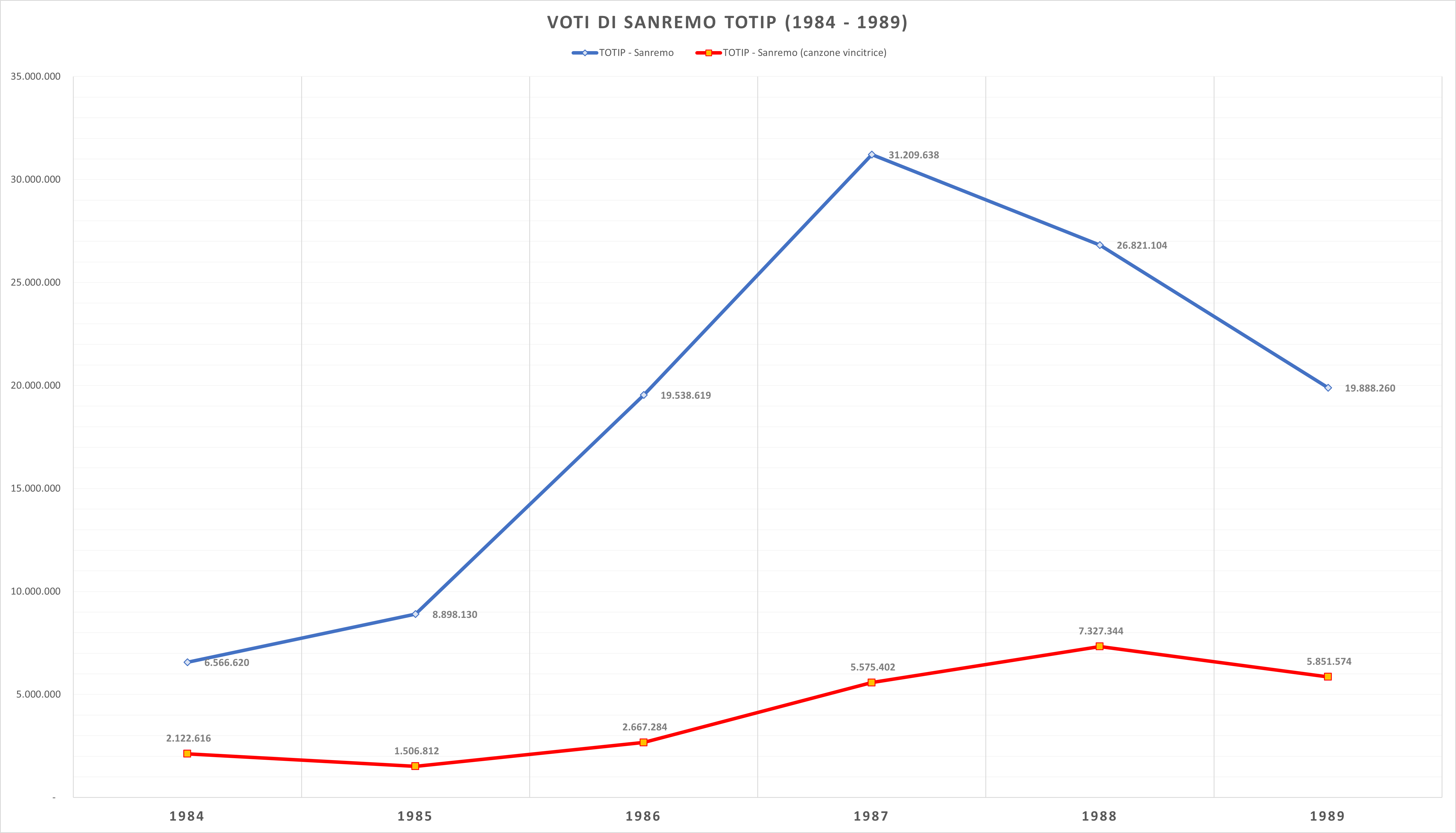
Numero di voti espressi mediante schedine Totip al Festival di Sanremo dall'edizione del 1984 a quella del 1989.

#### Dalla fondazione fino agli anni '70
Per molte edizioni si è votato attraverso il metodo delle cartoline, anche abbinate al concorso dell'Enalotto. A causa della necessità di far pervenire fisicamente le cartoline da tutta Italia, i risultati venivano annunciati una settimana dopo il festival stesso.
A tale metodo si alternò, fino al 1983, quello delle giurie di qualità e demoscopiche sia presenti direttamente a Sanremo, sia distribuite in tutta Italia e facenti parte anche di specifiche categorie di persone.

#### Anni '80: l'abbinamento al Totip
Particolare interesse ed esposizione mediatica ricevette nelle edizioni degli anni '80 il voto diretto dei cittadini attraverso le schedine del concorso Totip: inaugurato nell'edizione del 1983 in via sperimentale, da quella del 1984 a quella del 1989 fu il metodo utilizzato per scegliere la canzone vincitrice. Il successo di tale abbinamento fu enorme, anche grazie alla visibilità del marchio Totip direttamente sul palco dell'Ariston: partendo da poco meno di 7 milioni di voti espressi nell'edizione del 1984, si arrivò rapidamente agli oltre 30 milioni in quella del 1987.
La canzone vincitrice più votata fu Perdere l'amore di Massimo Ranieri nell'edizione del 1988, con oltre 7 milioni di voti polarizzatisi su di essa.

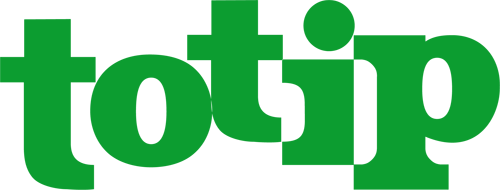
Marchio del Totip, visibile anche sul palco del Festival.

#### Il ritorno delle giurie demoscopiche (1990) e l'introduzione del televoto (2004)
Dall'edizione del 1990 il voto diretto del pubblico fu sostituito da quello di giurie di qualità e demoscopiche.
Esso verrà reintrodotto soltanto dal 2004: in tale occasione viene usato per la prima volta il meccanismo del televoto, in un mix che sostanzialmente dura fino a oggi senza importanti modifiche.

### Le critiche alle giurie
Da sempre oggetto di discussione sono state le discordanze tra i verdetti delle giurie e le vendite dei rispettivi dischi, le quali sono state ritenute l'autentico verdetto del pubblico, quindi più veritiero in quanto in grado di distribuirsi nel corso del tempo e non a seguito di un ascolto da parte di alcuni giurati.
Molte canzoni penalizzate dalle giurie sono state ritenute canzoni non immediate, tali da non essere apprezzate al primo ascolto, fino a decretare, tramite l'insieme dei consensi di pubblico e critica, un vincitore morale, molto spesso differente dal vincitore ufficiale, e spesso anche dai premi assegnati dagli addetti ai lavori. Soprattutto nelle gare che comprendevano serate a eliminazione, e quindi il verdetto di alcuni giurati, l'estromissione di alcune canzoni ha fatto gridare allo scandalo; spesso il responso degli acquirenti di dischi ha dato torto ad alcune giurie che sono state definite "miopi", della cui competenza in materia l'opinione pubblica ha spesso dubitato fino a ipotizzare (senza mai riscontri concreti) una certa manipolabilità delle stesse da parte dei discografici.
Meno indicativi, invece, i piazzamenti nelle gare in cui tutte le canzoni in gara avevano assicurata la serata finale ma in maggior misura i risultati dei voti popolari, dov'era logico aspettarsi delle preferenze che non potessero rispecchiare la qualità delle canzoni; in questo caso la presenza dei giurati appunto esigeva (e quasi mai otteneva) un giudizio più obiettivo che potesse distinguere le canzoni degne di nota da quelle più corrive o di cattivo gusto, come i festival di Sanremo definiti dalla critica negli ultimi anni come trash.
Numerosi sono stati i casi di quest'ampio divario tra il consenso delle giurie e quello del pubblico. Tralasciando quelli che sono stati semplicemente dei trampolini di lancio per molti artisti al di là dei loro risultati e delle stesse canzoni proposte, si possono citare numerosi esempi di canzoni che hanno ottenuto piazzamenti modesti o sono state escluse dalla serata finale, ma che in seguito sono state rivalutate ottenendo grande successo: E se domani di Fausto Cigliano e Gene Pitney del 1964, affermatasi nella successiva versione di Mina; Io che non vivo (senza te) di Pino Donaggio e Jody Miller del 1965, in seguito reinterpretata da numerosi artisti; Il ragazzo della via Gluck di Adriano Celentano del 1966; Una rosa blu di Michele Zarrillo del 1982, rilanciata dallo stesso artista nel 1998; 1950 di Amedeo Minghi e Vita spericolata di Vasco Rossi del 1983; Donne di Zucchero Fornaciari del 1985; Confusa e felice di Carmen Consoli del 1997; Mentre tutto scorre dei Negramaro del 2005.

## Sanremo e l'Eurovision Song Contest
Come citato in precedenza, il Festival di Sanremo, nato nel 1951, fu d'ispirazione per l'Eurovision Song Contest, l'evento non sportivo più seguito al mondo, nato nel 1956.
Il rappresentante italiano dell'Eurovision Song Contest è stato spesso selezionato all'interno della kermesse canora sanremese: dal 1956 al 1966 e dal 2015 la partecipazione è stata appannaggio del brano e dell'interprete (o uno degli interpreti, negli anni della doppia esecuzione) vincitore a Sanremo; dal 1967 al 1969, e anche nel 1987, 1989 e 1993, l'artista vincitore del Festival ha partecipato al concorso canoro europeo presentando un altro brano; nel 1988, 1990 e 1992 sono invece stati i cantanti secondi o terzi classificati del Festival ad aver preso parte all'Eurofestival, ancora con un brano diverso da quello proposto nella manifestazione italiana.
Dal 1970 al 1975 è stato invece scelto quale rappresentante il vincitore della trasmissione Canzonissima (che nel 1972 ha coinciso con il vincitore del Festival di Sanremo), mentre nel 1984 a partecipare al concorso furono i vincitori della manifestazione Azzurro 1983. In altre occasioni la scelta è stata effettuata direttamente dalla Rai.
Dal 1998 la Rai ha deciso che l'Italia non avrebbe più preso parte alla competizione musicale continentale, pausa protrattasi fino al ritorno in gara nel 2011. Per quell'anno e per i due successivi, l'artista rappresentante dell'Italia all'Eurovision Song Contest è stato nominato da un'apposita commissione tra quelli in competizione a Sanremo. I prescelti sono stati Raphael Gualazzi (2011), Nina Zilli (2012) e Marco Mengoni (2013), tutti classificatisi entro le prime dieci posizioni della kermesse europea (in particolar modo Raphael Gualazzi, arrivò secondo all'Eurovision Song Contest 2011). Solo nel 2014 la scelta è stata effettuata internamente dalla Rai, che ha individuato Emma con la canzone La mia città, posizionatasi al ventunesimo posto.
Dal 2015 è stato deciso da regolamento che a rappresentare l'Italia, salvo rinuncia, sarebbe stato il vincitore di Sanremo: in quell'anno partecipò Il Volo, che raggiunse la terza posizione in classifica. Così è stato negli anni a seguire ad eccezione del 2016, quando gli Stadio, vincitori della rassegna italiana, hanno rinunciato a partecipare a quella europea, rimandando la scelta direttamente alla Rai, che selezionò la seconda classificata Francesca Michielin. Nel 2017 partecipò Francesco Gabbani con il brano Occidentali's Karma, piazzandosi al sesto posto e ottenendo il premio della sala stampa. Nel 2019, dopo il podio conquistato dall'Italia nell'edizione dell'Eurovision Song Contest 2015, Mahmood ottiene il secondo posto sfiorando la vittoria, con la sua Soldi. Nel 2020 il rappresentante designato era Diodato con Fai rumore, tuttavia l'evento è stato annullato a causa della pandemia di COVID-19. Nel 2021 sono stati i Måneskin a rappresentare la nazione alla kermesse europea con il brano Zitti e buoni, trionfando con un totale di 524 punti e totalizzando la terza vittoria per l'Italia nella storia della manifestazione. Nel 2022, dopo la vittoria dell'edizione precedente della band italiana, l'Eurovision Song Contest si svolge nella città di Torino, condotto da Laura Pausini, Alessandro Cattelan e Mika, con l'Italia rappresentata da Mahmood (nuovamente dopo l'edizione 2019) e da Blanco. Nell'edizione del 2023 torna, nuovamente dopo 10 anni per l'Italia, Marco Mengoni con Due Vite, che si classifica al quarto posto. Nell'edizione 2024, partecipa Angelina Mango con La noia con la quale arriva in settima posizione. Nel 2025 è arrivata una rinuncia: al posto di Olly, a Basilea ha partecipato Lucio Corsi con Volevo essere un duro.

## Trasmissioni derivate

### Attuali

#### Sanremo Giovani
Sanremo Giovani è un concorso musicale italiano che si tiene a Sanremo dal 1993. Vi partecipano giovani cantanti con l'obiettivo di venire selezionati (con modalità diverse di anno in anno) per il Festival di Sanremo dell'anno successivo. Dal 1993 al 1998, nel 2001 e dal 2015, solitamente a novembre o dicembre, il concorso è stato trasmesso in televisione su Rai 1 e in radio (Rai Radio 1 o Rai Radio 2), mentre negli altri anni è stato sostituito da audizioni in forma privata di fronte alla giuria di 50-70 cantanti preselezionati. Nel 2002 le selezioni avvennero all'interno del talent Destinazione Sanremo trasmesso tra settembre e dicembre, quotidianamente nel pomeriggio (dal lunedì al venerdì) e in prima serata (il venerdì) su Rai 2.

#### DopoFestival
Dal 1992 al 2003, nel 2007, nel 2008 e dal 2014 al 2020 e dal 2025 va in onda il DopoFestival, trasmissione in onda alla fine delle serate della kermesse con interviste agli artisti in gare e discussioni sui principali argomenti legati al Festival con opinionisti, musicisti e ospiti in studio. Nel corso degli anni ha cambiato varie volte titolo, location e conduzione ed è stato trasmesso prima su Rai 1 (dal 1992 al 2008, dal 2016 al 2019 e dal 2025), poi su Rai.tv (nel 2014 e nel 2015) e infine su RaiPlay (nel 2020).
| Edizione | Anno | Titolo                                   | Rete televisiva | Programmazione | Programmazione | Conduzione            | Conduzione            | Conduzione            | Presenze fisse | Supervisione | Puntate | Sede                                |
| Edizione | Anno | Titolo                                   | Rete televisiva | Inizio         | Fine           | Conduzione            | Conduzione            | Conduzione            | Presenze fisse | Supervisione | Puntate | Sede                                |
| -------- | ---- | ---------------------------------------- | --------------- | -------------- | -------------- | --------------------- | --------------------- | --------------------- | --- | ------------ | ------- | ----------------------------------- |
| 1ª       | 1992 | DopoFestival                             | Rai 1           | 26 febbraio    | 28 febbraio    | Sandro Ciotti         | Sandro Ciotti         | Sandro Ciotti         | Vincenzo Mollica, Luciano De Crescenzo e Gianni Ippoliti                                                                           | Pippo Baudo  | 3       | Teatro Ariston di Sanremo           |
| 2ª       | 1993 | DopoFestival                             | Rai 1           | 23 febbraio    | 26 febbraio    | Giancarlo Magalli     | Giancarlo Magalli     | Alba Parietti         | Roberto D'Agostino e Marta Marzotto                                                                                                | Pippo Baudo  | 3       | Teatro Ariston di Sanremo           |
| 3ª       | 1994 | DopoFestival                             | Rai 1           | 23 febbraio    | 25 febbraio    | Mara Venier           | Mara Venier           | Mara Venier           | Renato Zero e Roberto D'Agostino                                                                                                   | Pippo Baudo  | 3       | Teatro Ariston di Sanremo           |
| 4ª       | 1995 | DopoFestival                             | Rai 1           | 21 febbraio    | 24 febbraio    | Serena Dandini        | Serena Dandini        | Serena Dandini        | Luciano De Crescenzo, Fabio Fazio e Gianni Ippoliti                                                                                | Pippo Baudo  | 4       | Teatro Ariston di Sanremo           |
| 5ª       | 1996 | DopoFestival                             | Rai 1           | 20 febbraio    | 23 febbraio    | Ambra Angiolini       | Ambra Angiolini       | Ambra Angiolini       | Luciano De Crescenzo, Roberto D'Agostino, Gianni Ippoliti e Maurizio Battista                                                      | Pippo Baudo  | 4       | Teatro Ariston di Sanremo           |
| 6ª       | 1997 | DopoFestival                             | Rai 1           | 18 febbraio    | 21 febbraio    | Bruno Vespa           | Bruno Vespa           | Bruno Vespa           | Gigi Vesigna e Valeria Marini | Non presente | 4       | Teatro Ariston di Sanremo           |
| 7ª       | 1998 | DopoFestival                             | Rai 1           | 24 febbraio    | 27 febbraio    | Piero Chiambretti     | Piero Chiambretti     | Piero Chiambretti     | Nino D'Angelo | Non presente | 4       | Teatro Ariston di Sanremo           |
| 8ª       | 1999 | Sanremo Notte                            | Rai 1           | 23 febbraio    | 26 febbraio    | Orietta Berti         | Orietta Berti         | Orietta Berti         | Teo Teocoli e Fabio Fazio | Non presente | 4       | Teatro Ariston di Sanremo           |
| 9ª       | 2000 | Sanremo Notte                            | Rai 1           | 21 febbraio    | 25 febbraio    | Alessia Marcuzzi      | Alessia Marcuzzi      | Alessia Marcuzzi      | I Fichi d'India, Teo Teocoli e Fabio Fazio                                                                                         | Non presente | 4       | Teatro Ariston di Sanremo           |
| 10ª      | 2001 | Dopo il Festival tutti da me             | Rai 1           | 26 febbraio    | 2 marzo        | Enrico Papi           | Enrico Papi           | Raffaella Carrà       | Non presente | Non presente | 4       | Teatro Ariston di Sanremo           |
| 11ª      | 2002 | DopoFestival                             | Rai 1           | 5 marzo        | 8 marzo        | Simona Ventura        | Simona Ventura        | Francesco Giorgino    | Non presente | Non presente | 4       | Teatro Ariston di Sanremo           |
| 12ª      | 2003 | DopoFestival                             | Rai 1           | 4 marzo        | 7 marzo        | Pippo Baudo           | Pippo Baudo           | Giancarlo Magalli     | Simona Izzo, Pino Massara, Gianni Ippoliti, Gianfranco Vissani, Monica Setta, Marco Maccarini, Michelle Bonev e Adriano Aragozzini | Non presente | 4       | Teatro del Casinò di Sanremo        |
| 13ª      | 2007 | DopoFestival                             | Rai 1           | 27 febbraio    | 2 marzo        | Piero Chiambretti     | Piero Chiambretti     | Piero Chiambretti     | Gabriella Germani | Non presente | 4       | Sala stampa del Teatro Ariston      |
| 14ª      | 2008 | DopoFestival                             | Rai 1           | 25 febbraio    | 29 febbraio    | Elio e le Storie Tese | Elio e le Storie Tese | Elio e le Storie Tese | Lucilla Agosti e Lucia Ocone | Non presente | 4       | Teatro del Casinò di Sanremo        |
| 15ª      | 2014 | #dopofestival                            | Rai.tv          | 18 febbraio    | 21 febbraio    | Filippo Solibello     | Filippo Solibello     | Marco Ardemagni       | Non presente | Non presente | 4       | PalaFiori di Sanremo                |
| 16ª      | 2015 | #dopofestival                            | Rai.tv          | 10 febbraio    | 13 febbraio    | Saverio Raimondo      | Saverio Raimondo      | Sabrina Nobile        | Stefano Andreoli, Giancarlo Magalli, Inception e Nirkiop                                                                           | Non presente | 4       | Sala privata del Casinò di Sanremo  |
| 17ª      | 2016 | DopoFestival                             | Rai 1           | 9 febbraio     | 12 febbraio    | Nicola Savino         | Nicola Savino         | Gialappa's Band       | Max Giusti | Non presente | 4       | Villa Ormond di Sanremo             |
| 18ª      | 2017 | DopoFestival                             | Rai 1           | 7 febbraio     | 11 febbraio    | Nicola Savino         | Nicola Savino         | Gialappa's Band       | Ubaldo Pantani | Non presente | 5       | Villa Ormond di Sanremo             |
| 19ª      | 2018 | ...Tanto siamo tra amici al DopoFestival | Rai 1           | 6 febbraio     | 10 febbraio    | Edoardo Leo           | Edoardo Leo           | Carolina Di Domenico  | Sabrina Impacciatore, Rolando Ravello, Paolo Genovese e Rocco Tanica                                                               | Non presente | 5       | Teatro del Casinò di Sanremo        |
| 20ª      | 2019 | DopoFestival - The Dark Side of Sanremo  | Rai 1           | 5 febbraio     | 9 febbraio     | Rocco Papaleo         | Anna Foglietta        | Anna Foglietta        | Non presente | Non presente | 5       | Teatro del Casinò di Sanremo        |
| 21ª      | 2020 | L'altro Festival                         | RaiPlay         | 4 febbraio     | 8 febbraio     | Nicola Savino         | Nicola Savino         | Nicola Savino         | Myss Keta, i Gemelli di Guidonia, Valerio Lundini e Eddy Anselmi                                                                   | Non presente | 5       | PalaFiori di Sanremo                |
| 22ª      | 2025 | DopoFestival                             | Rai 1           | 11 febbraio    | 14 febbraio    | Alessandro Cattelan   | Alessandro Cattelan   | Alessandro Cattelan   | Selvaggia Lucarelli, Anna Dello Russo e gli Street Clerks                                                                          | Non presente | 4       | Glass Studio di Piazza Borea D’Olmo |

#### PrimaFestival
A partire dal 1997, il Festival è preceduto in alcune edizioni da una breve striscia quotidiana d'anteprima della manifestazione con interviste agli artisti in gara e anticipazioni sulle serate. Dal 2017 l'appuntamento, in onda dopo il TG1 e prima di ogni serata, assume il titolo di PrimaFestival.
| Edizione | Anno | Titolo                   | Programmazione | Programmazione | Conduzione         | Conduzione         | Conduzione           | Conduzione           | Puntate | Sede                                             |
| Edizione | Anno | Titolo                   | Inizio         | Fine           | Conduzione         | Conduzione         | Conduzione           | Conduzione           | Puntate | Sede                                             |
| -------- | ---- | ------------------------ | -------------- | -------------- | ------------------ | ------------------ | -------------------- | -------------------- | ------- | ------------------------------------------------ |
| 1ª       | 1997 | Perché Sanremo è Sanremo | 18 febbraio    | 22 febbraio    | Piero Chiambretti  | Piero Chiambretti  | Piero Chiambretti    | Piero Chiambretti    | 5       | Backstage del Teatro Ariston                     |
| 2ª       | 1998 | Perché Sanremo è Sanremo | 24 febbraio    | 28 febbraio    | Raimondo Vianello  | Raimondo Vianello  | Raimondo Vianello    | Raimondo Vianello    | 5       | Backstage del Teatro Ariston                     |
| 3ª       | 1999 | Perché Sanremo è Sanremo | 23 febbraio    | 27 febbraio    | Fabio Fazio        | Fabio Fazio        | Fabio Fazio          | Fabio Fazio          | 5       | Backstage del Teatro Ariston                     |
| 4ª       | 2000 | Perché Sanremo è Sanremo | 21 febbraio    | 26 febbraio    | Fabio Fazio        | Fabio Fazio        | Fabio Fazio          | Fabio Fazio          | 5       | Backstage del Teatro Ariston                     |
| 5ª       | 2001 | Perché Sanremo è Sanremo | 26 febbraio    | 3 marzo        | Raffaella Carrà    | Raffaella Carrà    | Raffaella Carrà      | Raffaella Carrà      | 5       | Backstage del Teatro Ariston                     |
| 6ª       | 2003 | Un Angelo a Sanremo      | 4 marzo        | 7 marzo        | Angelo Santoro     | Angelo Santoro     | Stefano Sarcinelli   | Stefano Sarcinelli   | 4       | Backstage del Teatro Ariston                     |
| 7ª       | 2013 | Anteprima Sanremo 2013   | 12 febbraio    | 16 febbraio    | Antonello Dose     | Antonello Dose     | Marco Presta         | Marco Presta         | 5       | Backstage del Teatro Ariston                     |
| 8ª       | 2014 | Sanremo & Sanromolo      | 18 febbraio    | 22 febbraio    | Pif                | Pif                | Pif                  | Pif                  | 5       | Backstage del Teatro Ariston                     |
| 9ª       | 2015 | Sanremo Start            | 10 febbraio    | 14 febbraio    | Carlo Conti        | Carlo Conti        | Carlo Conti          | Carlo Conti          | 5       | Backstage del Teatro Ariston                     |
| 10ª      | 2016 | Sanremo Start            | 9 febbraio     | 13 febbraio    | Sergio Friscia     | Sergio Friscia     | Sergio Friscia       | Sergio Friscia       | 5       | Backstage del Teatro Ariston                     |
| 11ª      | 2017 | PrimaFestival            | 29 gennaio     | 11 febbraio    | Federico Russo     | Federico Russo     | Tess Masazza         | Herbert Ballerina    | 14      | Sala Biribissi del Casinò di Sanremo             |
| 12ª      | 2018 | PrimaFestival            | 26 gennaio     | 10 febbraio    | Sergio Assisi      | Sergio Assisi      | Sabrina Impacciatore | Sabrina Impacciatore | 16      | Sala Biribissi del Casinò di Sanremo             |
| 13ª      | 2019 | PrimaFestival            | 25 gennaio     | 9 febbraio     | Simone Montedoro   | Simone Montedoro   | Anna Ferzetti        | Anna Ferzetti        | 16      | Sala Biribissi del Casinò di Sanremo             |
| 13ª      | 2019 | PrimaFestival            | 25 gennaio     | 9 febbraio     | Simone Montedoro   | Simone Montedoro   | Anna Ferzetti        | Anna Ferzetti        | 16      | Glass Studio nel Red Carpet del Teatro Ariston   |
| 14ª      | 2020 | PrimaFestival            | 27 gennaio     | 8 febbraio     | Ema Stokholma      | Ema Stokholma      | Gigi e Ross          | Gigi e Ross          | 13      |                                                  |
| 15ª      | 2021 | PrimaFestival            | 27 febbraio    | 6 marzo        | Giovanna Civitillo | Giovanna Civitillo | Giovanni Vernia      | Valeria Graci        | 8       | Teatro Ariston                                   |
| 16ª      | 2022 | PrimaFestival            | 29 gennaio     | 5 febbraio     | Roberta Capua      | Roberta Capua      | Ciro Priello         | Paola Di Benedetto   | 8       | Glass Studio nel Green Carpet del Teatro Ariston |
| 17ª      | 2023 | PrimaFestival            | 4 febbraio     | 11 febbraio    | Andrea Delogu      | Andrea Delogu      | Jody Cecchetto       | Gli Autogol          | 8       | Glass Studio nel Green Carpet del Teatro Ariston |
| 18ª      | 2024 | PrimaFestival            | 3 febbraio     | 10 febbraio    | Paola & Chiara     | Paola & Chiara     | Mattia Stanga        | Daniele Cabras       | 8       | Glass Studio nel Green Carpet del Teatro Ariston |
| 19ª      | 2025 | PrimaFestival            | 8 febbraio     | 15 febbraio    | Bianca Guaccero    | Gabriele Corsi     | Mariasole Pollio     | I Sansoni            | 8       | Glass Studio di Piazza Borea D’Olmo              |

#### DietroFestival
Dal 2020 va in onda, la sera successiva alla finale in access prime time, un montaggio del backstage dell'edizione appena conclusa.
| Edizione | Anno | Programmazione | Telespettatori | Share  |
| -------- | ---- | -------------- | -------------- | ------ |
| 1ª       | 2020 | 9 febbraio     | 6 125 000      | 22,90% |
| 2ª       | 2021 | 7 marzo        | 5 501 000      | 20,20% |
| 3ª       | 2022 | 6 febbraio     | 3 620 000      | 13,40% |
| 4ª       | 2023 | 12 febbraio    | 5 484 000      | 26,10% |
| 5ª       | 2024 | 11 febbraio    | 5 586 000      | 26,44% |
| 6ª       | 2025 | 16 febbraio    | 5 408 000      | 26,40% |

#### Docu-film dietro le quinte
A partire dal 2022, a distanza di qualche mese dal termine dell'edizione, è in onda su Rai uno un docu-film incentrato sul dietro le quinte dell'edizione da poco conclusasi. Per l'edizione 2023, in veste di "inviato speciale" c'è Gianni Morandi, anche co-conduttore del festival. 
| Edizione | Anno | Titolo                                                 | Programmazione | Messa in onda  | Telespettatori | Share |
| -------- | ---- | ------------------------------------------------------ | -------------- | -------------- | -------------- | ----- |
| 1ª       | 2022 | Sanremo 72 – Il Festival da dove non l’avete mai visto | 15 maggio 2022 | Prima serata   | 1 254 000      | 7%    |
| 2ª       | 2023 | Sanremo 2023: Tra palco e realtà                       | 10 aprile 2023 | Prima serata   | 1 860 000      | 11.5% |
| 3ª       | 2024 | Sanremo - Dietro la quinta                             | 8 giugno 2024  | Seconda serata | N.D.           | N.D.  |

Inoltre, Rai 1 ha anche trasmesso in prima serata un ulteriore documentario (Perché Sanremo è Sanremo?) sulla storia del festival di Sanremo, con testimonianze di conduttori, cantanti e giornalisti. 
| Anno | Titolo                    | Programmazione   | Messa in onda | Telespettatori | Share |
| ---- | ------------------------- | ---------------- | ------------- | -------------- | ----- |
| 2024 | Perché Sanremo è Sanremo? | 21 febbraio 2024 | Prima serata  | 1 607 000      | 11,8% |

### Del passato

#### Il caso Sanremo
Il caso Sanremo, programma di intrattenimento trasmesso dal 27 gennaio al 24 febbraio 1990 su Rai Uno, è stato condotto da Renzo Arbore e Lino Banfi, con la partecipazione di Michele Mirabella e Massimo Catalano. Si svolgeva in una finta aula di tribunale nel Teatro delle Vittorie, Arbore interpretava il giudice, Banfi l'avvocato difensore Pasquale Passalacqua e Mirabella la Pubblica accusa. Catalano invece presentava quattro decenni "sotto accusa" con uno stile che imitava i concorsi a premi della RAI, seguito da un balletto di ragazze vestite secondo la moda del decennio in questione. I decenni invece sono stati rappresentati in ogni puntata da quattro coppie di artisti, una per ogni decennio (nell'ultima puntata gli ospiti furono tre per ogni decennio).

#### La Tombola di Sanremo
Il 22 dicembre 1993 è andata in onda in prima serata su Rai 1, in diretta dal teatro Ariston di Sanremo La Tombola di Sanremo, una serata speciale condotta da Pippo Baudo e Paola Saluzzi, nella quale sono stati presentati tutti i cantanti, sia "Big" che "Giovani", che avrebbero partecipato al Festival di Sanremo 1994.

#### Sanremo Top
Sanremo Top è stato un programma televisivo musicale, andato in onda su Rai Uno dal 1994 al 1998 e nel 2002. Scopo della trasmissione era, a distanza di circa un mese dalla conclusione del Festival di Sanremo, presentare una nuova classifica basata sui risultati di vendita realizzati dagli album dei partecipanti a quella edizione della kermesse, che venivano poi intervistati dal conduttore, talvolta anche con telefonate in studio da parte del pubblico. La trasmissione dava anche l'occasione di consegnare pubblicamente ai cantanti interessati le eventuali certificazioni FIMI ottenute (Disco di Platino e Disco d'Oro).

#### Papaveri e papere
Papaveri e papere, ideato da Michele Guardì e condotto da Pippo Baudo e Giancarlo Magalli, è andato in onda su Rai 1 il sabato sera per cinque serate in diretta dall'Auditorium del Foro Italico in Roma, dal 4 marzo all'8 aprile 1995. Il programma celebrava i 45 anni del Festival di Sanremo con aneddoti, successi musicali, la partecipazione di vari cantanti e giochi con il pubblico da casa. Nella prima puntata ha ospitato l'ultima apparizione pubblica di Mia Martini, pochi mesi prima della sua morte.

#### Arriva il Festival
Il 19 febbraio 1996, dal teatro del Casinò di Sanremo è stato realizzato uno speciale in prima serata intitolato Arriva il Festival, una sorta di galà di presentazione condotto da Pippo Baudo, durante il quale i cantanti si raccontavano al pubblico anche tramite immagini di repertorio e domande di giornalisti. La serata ottenne un ascolto medio di 9 780 000 spettatori, con uno share del 36,64%.

#### Sanremo Estate
Sanremo Estate è stato un programma televisivo italiano, andato in onda nel 1986 e poi dal 1999 al 2004, su Rai 1.

#### Sanremo si nasce
Nel 1999 e 2000 vengono realizzate al Teatro Ariston di Sanremo due serate dal titolo Sanremo si nasce condotte rispettivamente da Carlo Conti e Anna Valle e da Michele Cucuzza e Luisa Corna.

#### Sanremo contro Sanremo
Il 12 marzo 2005, in diretta dal Teatro Ariston di Sanremo, Carlo Conti ha condotto Sanremo contro Sanremo, una serata che prevedeva una gara tra vari artisti proponenti le più belle canzoni del Festival. La serata è stata proposta con una seconda edizione l'11 marzo 2006, sempre in diretta dal Teatro Ariston e sempre con la conduzione di Conti; in quest'edizione la sfida ha visto protagoniste sei squadre (anni 60, anni 70, anni 80, anni 90, Sanremo 2006 e esclusi di Sanremo 2006). Ad affiancare Conti il comico Dado e le ex Miss Italia Gloria Zanin, Denny Mendez, Tania Zamparo, Daniela Ferolla, Francesca Chillemi e Edelfa Chiara Masciotta.

#### Sanremo dalla A alla Z
Il 9 marzo 2007 in diretta dal Teatro Ariston di Sanremo Massimo Giletti conduce Sanremo dalla A alla Z, uno show musicale che ha come protagoniste venti famose canzoni presentate nella storia del Festival con titoli che vanno dalla A alla Z. 10 cantanti interpretano le 20 canzoni in gara divise in 5 gruppi. Le canzoni, eseguite dal vivo dall'Orchestra diretta dal Maestro Pinuccio Pirazzoli, sono votate da una giuria popolare in platea e da una giuria sul palco composta da personaggi dello spettacolo. Le 5 canzoni finaliste vengono in seguito votate dal pubblico da casa che attraverso il televoto decreta il brano vincitore. Venerdì 8 marzo 2008, sempre in diretta dal Teatro Ariston di Sanremo e con la conduzione di Massimo Giletti, va in onda una seconda edizione dal titolo Sanremo dalla A alla Z - Emozioni.

#### Sanremo Young
Sanremo Young, trasmesso in diretta dal Teatro Ariston di Sanremo con la conduzione di Antonella Clerici dal 16 febbraio al 16 marzo 2018 e l'anno successivo dal 15 febbraio al 15 marzo 2019, è stato un programma televisivo originale italiano creato dalla stessa Antonella Clerici e ha messo in gara dodici ragazzi dai 14 ai 17 anni in una sfida basata sull'interpretazione di brani che hanno fatto la storia del Festival di Sanremo, siano esse cantate da passati concorrenti della kermesse canora o anche da ospiti che almeno una volta hanno calcato il palco del Teatro Ariston.

#### FuoriFestival
Nel 2022 è andato in onda, dal 31 gennaio al 5 febbraio, in esclusiva su RaiPlay, il racconto del Festival. La conduzione è affidata a Aurora Leone, che incontrano i cantanti in gara, ascoltano le voci della gente, dei vip e degli esperti. La regia è di Alessia Lionello.

#### Sanremo 2023 - Tra palco e realtà
Il 10 aprile 2023 è andato in onda in prima serata su Rai 1 il docufilm Sanremo 2023 - Tra palco e realtà con la guida, in veste di "inviato speciale", di Gianni Morandi, già co-conduttore della 73ª edizione. Il documentario racconta le emozioni più segrete e inedite del Festival di Sanremo appena concluso, dalle prove dello spettacolo ai momenti precedenti all'ingresso sul palco dei cantanti in gara, oltre a mostrare i segreti del backstage del Teatro Ariston. La serata ottenne un ascolto medio di 1 860 000 spettatori, con uno share dell'11,5%.

#### Viva Rai2!... Viva Sanremo!
Dal 7 al 10 febbraio 2023 e dal 6 al 9 febbraio 2024, al termine delle puntate del Festival, è andato in onda Viva Rai2!... Viva Sanremo!, versione speciale di Viva Rai2! condotta da Fiorello con Fabrizio Biggio e Mauro Casciari e la partecipazione di Alessia Marcuzzi.
Ascolti (edizione 2023)
| Serata | Messa in onda    | I parte        | I parte | II parte       | II parte |
| Serata | Messa in onda    | Telespettatori | Share   | Telespettatori | Share    |
| ------ | ---------------- | -------------- | ------- | -------------- | -------- |
| I      | 7 febbraio 2023  | 2 468 000      | 60,25%  | 1 447 000      | 52,10%   |
| II     | 8 febbraio 2023  | 2 497 000      | 60,08%  | 1 515 000      | 56,21%   |
| III    | 9 febbraio 2023  | —              | —       | 1 425 000      | 53,55%   |
| IV     | 10 febbraio 2023 | —              | —       | 1 933 000      | 61,70%   |
| Media  | Media            | 2 483 000      | 60,17%  | 1 580 000      | 55,89%   |

Ascolti (edizione 2024)
| Serata | Messa in onda   | I parte        | I parte | II parte       | II parte |
| Serata | Messa in onda   | Telespettatori | Share   | Telespettatori | Share    |
| ------ | --------------- | -------------- | ------- | -------------- | -------- |
| I      | 6 febbraio 2024 | —              | —       | 1 573 000      | 58,25%   |
| II     | 7 febbraio 2024 | 2 333 000      | 56,58%  | 1 294 000      | 51,22%   |
| III    | 8 febbraio 2024 | 2 521 000      | 57,86%  | 1 337 000      | 50,47%   |
| IV     | 9 febbraio 2024 | —              | —       | 1 931 000      | 61,00%   |
| Media  | Media           | 2 427 000      | 57,22%  | 1 534 000      | 55,24%   |

## Riconoscimenti
- 1985 - Gran Premio Internazionale dello Spettacolo - Miglior trasmissione musicale
- 1986 - Gran Premio Internazionale dello Spettacolo - Miglior trasmissione musicale
- 1987 - Gran Premio Internazionale dello Spettacolo - Miglior trasmissione musicale
- 1988 - Gran Premio Internazionale dello Spettacolo - Miglior trasmissione musicale
- 1991 - Gran Premio Internazionale dello Spettacolo - Miglior trasmissione musicale
- 1995 - Gran Premio Internazionale dello Spettacolo - Miglior trasmissione TV dell'anno
- 1996 - Premio Regia Televisiva
  - Evento TV
- 1997 - Gran Premio Internazionale dello Spettacolo - Miglior trasmissione musicale
- 2000 - Premio Regia Televisiva
  - Programma record d'ascolti
- 2002 - Gran Premio Internazionale dello Spettacolo
  - Miglior evento
- 2002 - Premio Regia Televisiva
  - Programma record d'ascolti
- 2003 - Premio Regia Televisiva
  - Programma record d'ascolti
- 2007 - Premio Regia Televisiva
  - Top Ten
- 2009 - Premio Regia Televisiva
  - Top Ten
  - Evento TV
- 2010 - Premio Regia Televisiva
  - Top Ten
- 2011 - Premio Regia Televisiva
  - Top Ten
- 2013 - Premio Regia Televisiva
  - Top Ten
- 2015 - Premio Regia Televisiva
  - Top Ten
- 2016 - Premio Regia Televisiva
  - Top Ten
- 2021 - Bubino d'Oro Miglior show & evento
  - Vincitore
- 2022 - Bubino d'Oro Programma dell'anno
  - Vincitore
- 2024 - Bubino d'Oro Programma dell'anno
  - Vincitore

## Sponsor
| Anno | Sponsor       | Sponsor                      | Sponsor  | Sponsor   | Sponsor  | Sponsor  | Sponsor  | Sponsor  | Sponsor      | Fonte   |
| ---- | ------------- | ---------------------------- | -------- | --------- | -------- | -------- | -------- | -------- | ------------ | ------- |
| 2008 | Toyota        | Acqua Minerale San Benedetto | Beghelli | Beghelli  | Beghelli | Beghelli | Wind     | Wind     | Wind         | [ 123 ] |
| 2009 | Ferrero       | Le Fablier                   | Beghelli | Beghelli  | Beghelli | Beghelli | Wind     | Wind     | Wind         | [ 124 ] |
| 2010 | Ferrero       | Mondelēz                     | Beghelli | Beghelli  | Beghelli | Beghelli | Wind     | Wind     | Wind         | [ 125 ] |
| 2011 | Volkswagen    | Procter & Gamble             | Beghelli | Beghelli  | Beghelli | Beghelli | Eni      | Eni      | Eni          | [ 126 ] |
| 2012 | Volkswagen    | Procter & Gamble             | Beghelli | Beghelli  | Beghelli | Beghelli | Eni      | Eni      | Eni          | [ 126 ] |
| 2013 | FIAT          | Mondelēz                     | Samsung  | Samsung   | Samsung  | Samsung  | Vodafone | Vodafone | Vodafone     | [ 127 ] |
| 2014 | Suzuki        | Procter & Gamble             | Conad    | Conad     | Conad    | Conad    | Findus   | Findus   | Findus       | [ 128 ] |
| 2015 | Suzuki        | UniCredit                    | Conad    | Conad     | Conad    | Conad    | Wind     | Wind     | Wind         | [ 129 ] |
| 2016 | Suzuki        | UniCredit                    | Orogel   | Orogel    | Orogel   | Orogel   | TIM      | TIM      | TIM          | [ 130 ] |
| 2017 | TIM           | TIM                          | TIM      | TIM       | TIM      | TIM      | TIM      | TIM      | TIM          | [ 131 ] |
| 2018 | TIM           | TIM                          | TIM      | TIM       | TIM      | TIM      | TIM      | TIM      | TIM          | [ 132 ] |
| 2019 | TIM           | TIM                          | TIM      | TIM       | TIM      | TIM      | TIM      | TIM      | TIM          | [ 133 ] |
| 2020 | TIM           | TIM                          | TIM      | TIM       | TIM      | TIM      | TIM      | TIM      | TIM          | [ 134 ] |
| 2021 | TIM           | TIM                          | TIM      | TIM       | TIM      | TIM      | TIM      | TIM      | TIM          | [ 135 ] |
| 2022 | Eni Plenitude | Costa Crociere               | Lavazza  | Lavazza   | Lavazza  | Lavazza  | Ferrero  | Suzuki   | Poltronesofà | [ 136 ] |
| 2023 | Eni Plenitude | Costa Crociere               | Dyson    | Dyson     | Dyson    | Sephora  | VeraLab  | Suzuki   | Poltronesofà | [ 137 ] |
| 2024 | Eni           | Costa Crociere               | Generali | Coca-Cola | Mutti    | Sephora  | VeraLab  | Suzuki   | Poltronesofà | [ 138 ] |
| 2025 | Eni           | Costa Crociere               | Generali | Coca-Cola | Novi     | Sephora  | VeraLab  | Suzuki   | TIM          | [ 139 ] |

## Trasmissione

### Televisione
- Rai 1, in diretta dal 1955 (1955-1962 e dal 1981, tutte le serate; 1963-1980, solo finale)
- Rai 4K, in diretta nel 2023 in UHD mediante upscaling e dal 2024 in risoluzione nativa.[140]
- In Eurovisione nelle tv di Stato europee: 1955 (solo la finale), dal 1958 (tutto il Festival)
- Rai 2 (serate 1-2 1963 e 1969)
- Rai Italia, in diretta dal 2019
- Rai Premium, dal 2004 in replica il giorno successivo alla messa in onda
- RaiSat Album/Rai Extra, in replica (2000-2010)

### Radio
- Rai Radio 2, in diretta
- RTL 102.5, in diretta

### Web
- RaiPlay, prima Rai.tv, in diretta e on demand dal 2007

## Cultura di massa

### Critica
Il Festival è stato storicamente oggetto di analisi da parte di figure di spicco della cultura italiana. Nel 1969 Pier Paolo Pasolini, nell'ambito di una sua più ampia critica al conformismo e al vuoto culturale nella società italiana neo-capitalista, scrisse dalle colonne del Tempo illustrato di Napoli: «È cominciato ed è finito il Festival di Sanremo. Le città erano deserte; tutti gli italiani erano raccolti intorno ai loro televisori. Il Festival di Sanremo e le sue canzonette sono qualcosa che deturpa irrimediabilmente una società…». La sua disapprovazione, lungi dal derivare dal pregiudiziale rifiuto snobistico delle «cose che piacciono al popolo», muoveva dalla volontà gramsciana di capire i meccanismi della produzione culturale di massa e delle sue strumentalizzazioni politiche.
Lo storico Silvio Lanaro rimarcò ulteriormente tale risvolto, ponendolo in relazione all'egemonia culturale cattolica nell'Italia del dopoguerra: «il clima di castità verbale impregna ogni forma di loisir, prima fra tutte la musica leggera. Negli anni in cui emerge il talento di Georges Brassens, e Juliette Greco - nelle caves del quartiere latino di Parigi - interpreta testi di Jean-Paul Sartre e Raymond Queneau, in Italia trionfano le marcette di Armando Fragna, arrivano i nostri, i cadetti di Guascogna o i pompieri di Viggiù, e il seguitissimo festival di Sanremo - inaugurato nel 1951 - consacra canzoni grondanti attualità patriottica (Vola colomba), satira scipita e tremebonda (Papaveri e papere), ambigui omaggi all'alpinismo (Vecchio scarpone), lacrimosi elogi alla maternità (Tutte le mamme), squallidi inviti al servilismo (Arriva il direttor!), balbettanti e involontari nonsense (Casetta in Canada); i baci sono generalmente proscritti, e l'amore ammesso solo per ricordare che va spesso a finir male (Grazie dei fior) o che genera comunque sofferenza e infelicità (Viale d'autunno, Buongiorno tristezza, Amare un'altra)».
Michele Straniero, cantautore e musicologo, già precedentemente all'analisi pasoliniana aveva messo in luce la continuità culturale tra fascismo e dopoguerra nell'utilizzo della musica popolare a scopo di propaganda politica; l'elemento di collegamento tra le due ere fu identificato in Giulio Razzi, prima della guerra direttore dei programmi dell'EIAR e, nell'Italia repubblicana, direttore artistico della Rai e firmatario nel 1951 del regolamento del primo Festival di Sanremo.

## Letteratura sull'argomento
- Eddy Anselmi, Il Festival di Sanremo, 70 anni di storie, canzoni, cantanti e serate, Milano, DeAgostini, 2020, pp. 720, ISBN 9788851176617.
- Marcello Giannotti, L'enciclopedia di Sanremo. 55 anni di storia del festival dalla A alla Z, Collana Superalbum, Roma, Gremese, 2005,  p. 259, ISBN 8884403790. Ospitato su  archive.is..
- Adriano Aragozzini, Enciclopedia del Festival di Sanremo. L'Italia della musica e del costume, 2ª ed., Roma, Rai Eri, 2013  [1990], ISBN 8839716017.
- Gigi Vesigna, Sanremo è sempre Sanremo. I 50 anni del festival più famoso del mondo, Milano, Sperling & Kupfer, 2000, ISBN 8886845758.
- Gigi Vesigna, Vox populi. Voci di sessant'anni della nostra vita, Roma, Excelsior 1881, 2010, ISBN 8861581404.
- Leonardo Campus, Non solo canzonette. L'Italia della Ricostruzione e del miracolo attraverso il Festival di Sanremo, Firenze, Le Monnier, 2015, ISBN 88-00-74475-3.